# 손가방

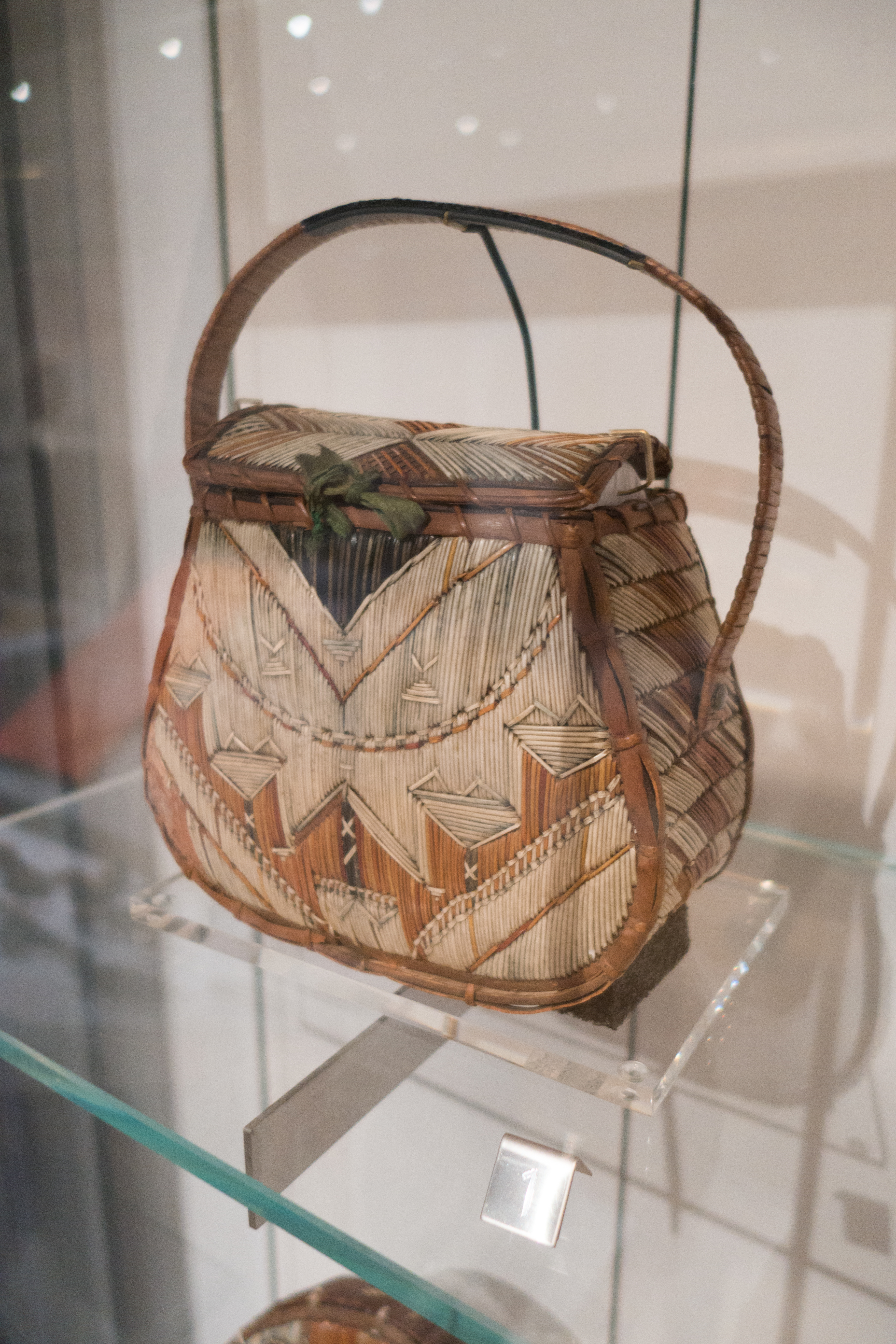
미크맥족 호저 깃털 핸드백

손가방(문화어: 들가방) 또는 핸드백(Handbag)은 손에 들거나 어깨에 메는 작은 가방이다. 북아메리카 영어에서는 흔히 퍼스(purse)라고 불리며, 개인 소지품을 넣기 위해 사용하는 손잡이가 달린 중대형 가방이다. 미국 일부 지역에서는 포켓북(pocketbook)이라고도 불렸다.

## 용어
"퍼스"라는 용어는 원래 동전을 담는 작은 가방을 의미했다. 많은 영어권 국가에서는 여전히 작은 동전 가방을 지칭하는 데 사용된다.
"핸드백"은 통화를 넘어 개인 소지품과 같은 물건을 담는 더 큰 액세서리이다. 미국 영어에서는 일반적으로 퍼스와 핸드백을 상호 교환적으로 사용한다. 핸드백이라는 용어는 1900년대 초에 나타나기 시작했다. 처음에는 주로 남성용 손수하물을 지칭하는 데 사용되었다. 이 시기에 여성용 가방은 더 크고 복잡해졌고, 이 용어는 액세서리에 붙게 되었다.
"포켓북"은 20세기 중반 미국에서 가장 흔하게 사용된 여성용 핸드백을 지칭하는 또 다른 용어이다.

## 기원

### 고대
고대 시대에는 부싯돌, 도구, 보급품, 무기, 통화 등 다양한 물건을 운반하기 위해 가방이 사용되었다. 이러한 가방의 초기 예시는 이집트 매장지에서 발굴되었으며 (c. 기원전 2686~2160년) 가죽으로 만들어졌고, 운반하거나 막대기에 매달 수 있는 두 개의 끈 또는 손잡이가 있었다. 고대 그리스인들은 가죽, 파피루스, 리넨으로 만든 퍼스(byrsa)를 사용하여 동전을 보관했는데, 이것이 영어 단어 "purse"의 어원이다. 돈의 출현은 끈으로 조이는 퍼스의 탄생을 더욱 촉진시켰고, 이들은 주로 벨트에 매달거나 옷 주름 속에 보관되었다.
핸드백은 기원전 3350년에서 3105년 사이에 살았던 외치의 유해와 함께 발견되었다. 가장 초기의 화려한 가죽 퍼스 발견 중 하나는 기원전 625년경의 앵글로색슨 브리타니아에서 나왔는데, 서퍽주의 서튼후 봉분에서 발견된 뢰왈드 왕의 매장지에서 드러났다. 가죽은 손상되었지만 금 장식은 그대로 남아 있었다. 퍼스 안에는 금화 40개가 있었고, 금 벨트 버클과 금으로 된 경첩 스트랩으로 고정되어 있었다. 이러한 특징들은 부유함의 과시를 상징하며, 퍼스를 호화로운 소유물의 일부로 만들었다.

### 중세 시대

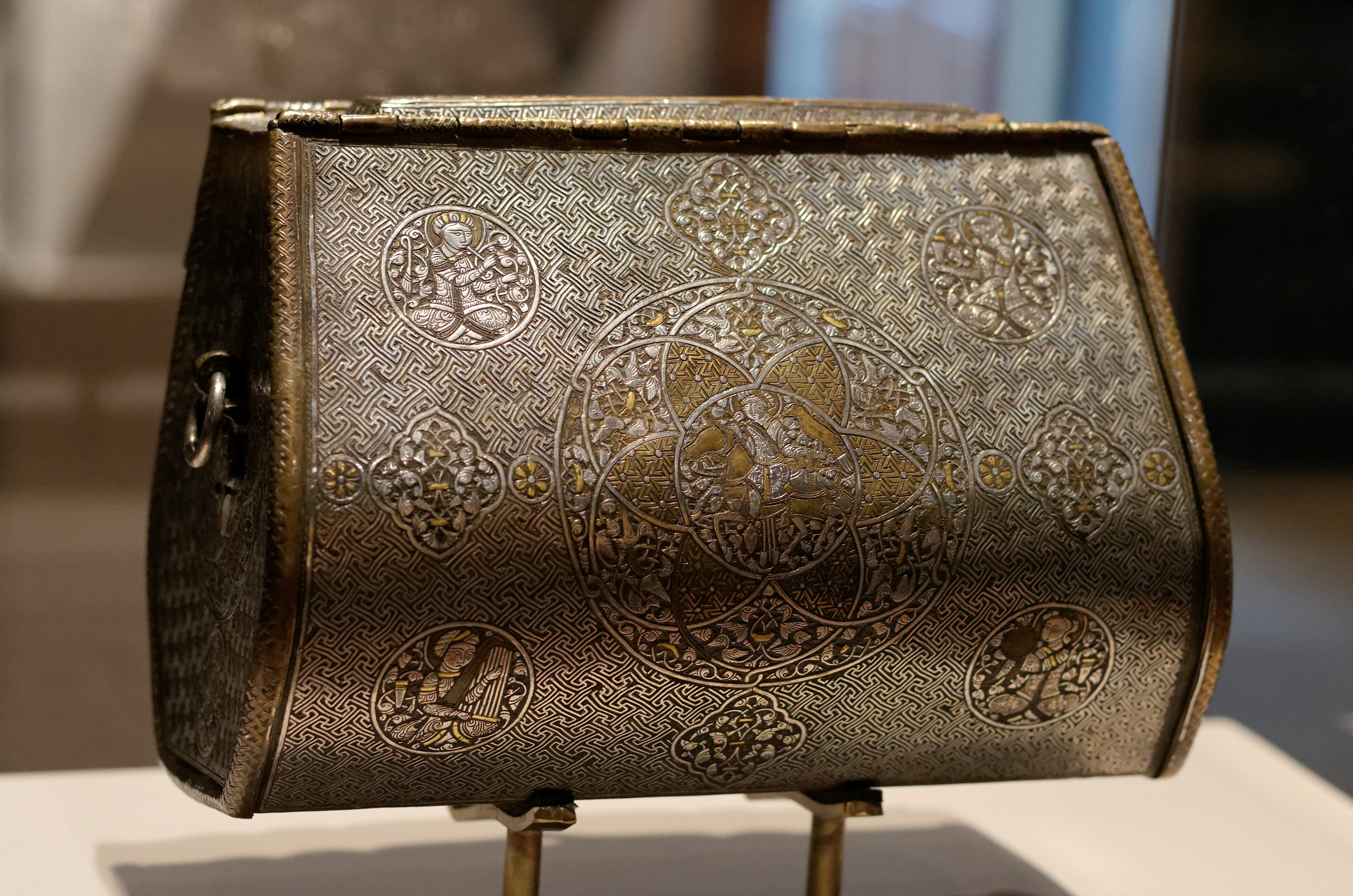
코톨드 백, 세계에서 가장 오래 살아남은 핸드백으로 여겨진다

1300년대 초 모술에서 제작된 것으로 추정되는 코톨드 백은 오늘날 세계에서 가장 오래 살아남은 핸드백으로 여겨진다. 아마 일 칸국 귀부인의 소유였을 것이다.

### 현대적 기원

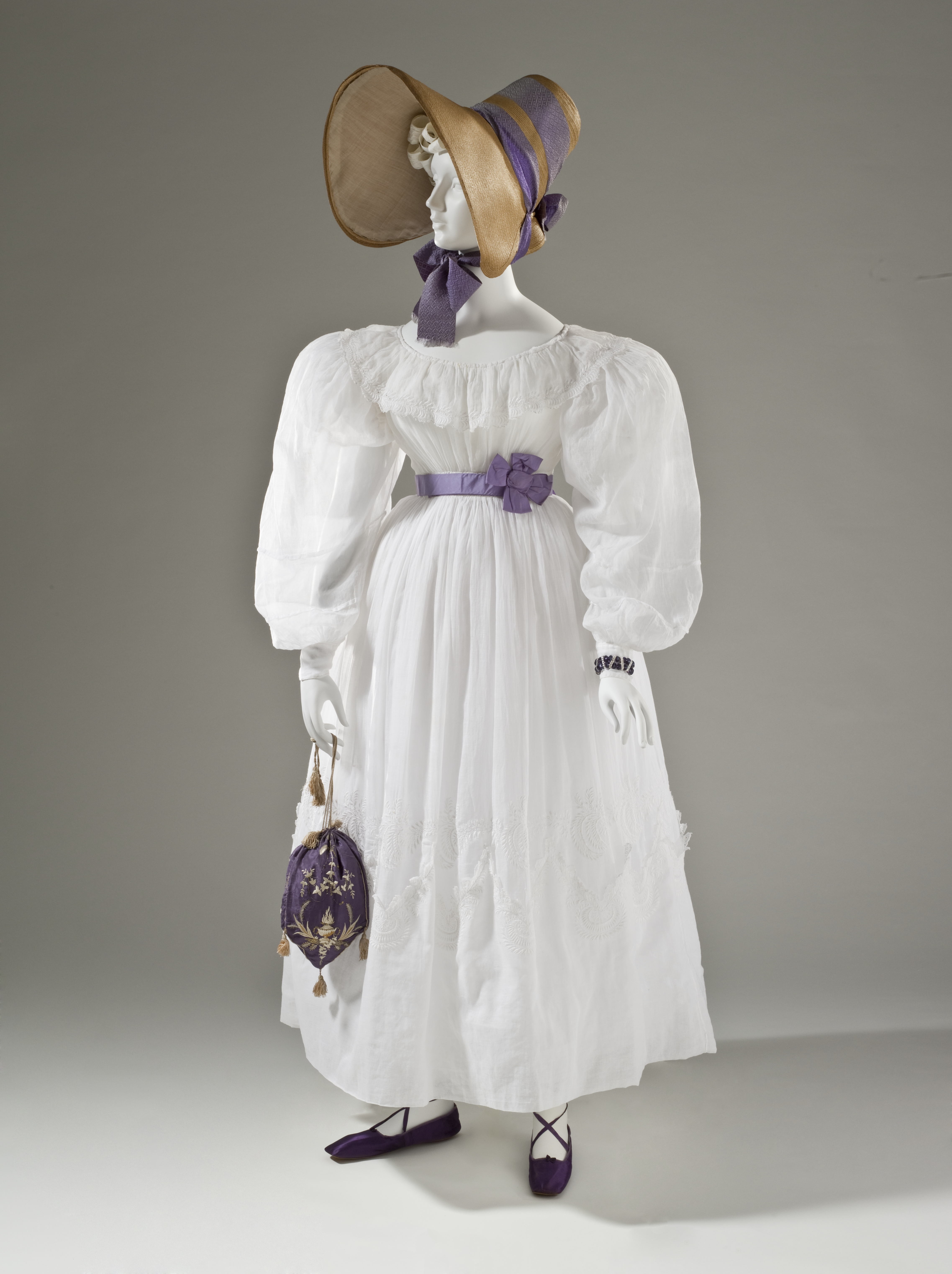
1830년 여성 패션, 프랑스산 레티큘 핸드백 포함

1700년대 후반까지는 남성과 여성 모두 가방을 가지고 다녔다. 초기 근대 유럽인들은 한 가지 목적만을 위해 퍼스를 착용했다: 동전을 운반하기 위해서였다. 퍼스는 부드러운 직물이나 피혁으로 만들어졌고, 여성만큼 남성도 자주 착용했다. 스코틀랜드의 스포런은 이 풍습의 잔재이다. 17세기에는 어린 소녀들이 결혼을 위한 필수 기술로 자수를 배웠는데, 이는 또한 매우 아름다운 핸드백을 만드는 데 도움이 되었다.
18세기 후반에 이르러 유럽의 패션은 고대 그리스와 로마의 실루엣에서 영감을 받아 액세서리의 날씬한 형태로 바뀌었다. 여성들은 부피가 크거나 지저분해 보이지 않는 퍼스를 원했고, 그래서 레티큘이 디자인되었다. 레티큘은 비단과 벨벳 같은 고급 직물로 만들어졌고, 손목 스트랩으로 들고 다녔다. 프랑스에서 처음 인기를 얻은 이들은 영국으로 건너가 "인디스펜서블(indispensables)"로 알려지게 되었다. 그러나 남성들은 이러한 유행을 따르지 않았다. 그들은 퍼스와 주머니를 사용했으며, 주머니는 남성용 바지에서 인기를 얻게 되었다.
현대의 퍼스, 클러치, 파우치 또는 핸드백은 산업 혁명기 영국에서, 부분적으로는 철도 여행 증가로 인해 생겨났다. 1841년 동커스터의 산업가이자 제과 기업가인 새뮤얼 파킨슨(사탕 버터스카치로 유명한)은 그의 아내의 퍼스가 너무 작고 여행을 견디지 못할 재질로 만들어졌다는 것을 발견한 후, 아내의 소지품을 위한 여행용 케이스 또는 가방 세트를 주문했다.
그는 아내를 위한 다양한 크기의 핸드백을 여러 개 원한다고 명시하고, 당시 흔했던 카펫백과 일반 대중이 사용하던 다른 천 가방과 구별하기 위해 자신의 케이스와 트렁크에 사용된 것과 동일한 가죽으로 만들어달라고 요청했다. H. J. 케이브 (런던)는 이에 응하여 오늘날 우리가 인식하는 최초의 현대적인 고급 핸드백 세트를 제작했으며, 여기에는 클러치와 토트(당시에는 "숙녀용 여행용 케이스"라고 불렸다)가 포함되었다.
이 핸드백들은 현재 암스테르담 가방 박물관에 전시되어 있다. H. J. 케이브는 계속해서 핸드백을 판매하고 광고했지만, 많은 비평가들은 여성에게 그럴 필요가 없으며 그러한 크기와 무거운 재질의 가방이 "여성들의 등을 부러뜨릴 것"이라고 말했다. H. J. 케이브는 1865년 이후 핸드백 홍보를 중단하고 대신 트렁크에 집중했지만, 왕족, 유명인 또는 특별한 행사를 기념하기 위해 가끔 핸드백을 계속 만들었으며, 2012년 여왕의 다이아몬드 희년이 가장 최근이었다. 그러나 H. J. 케이브는 2010년부터 핸드백 생산을 재개했다.

## 20세기

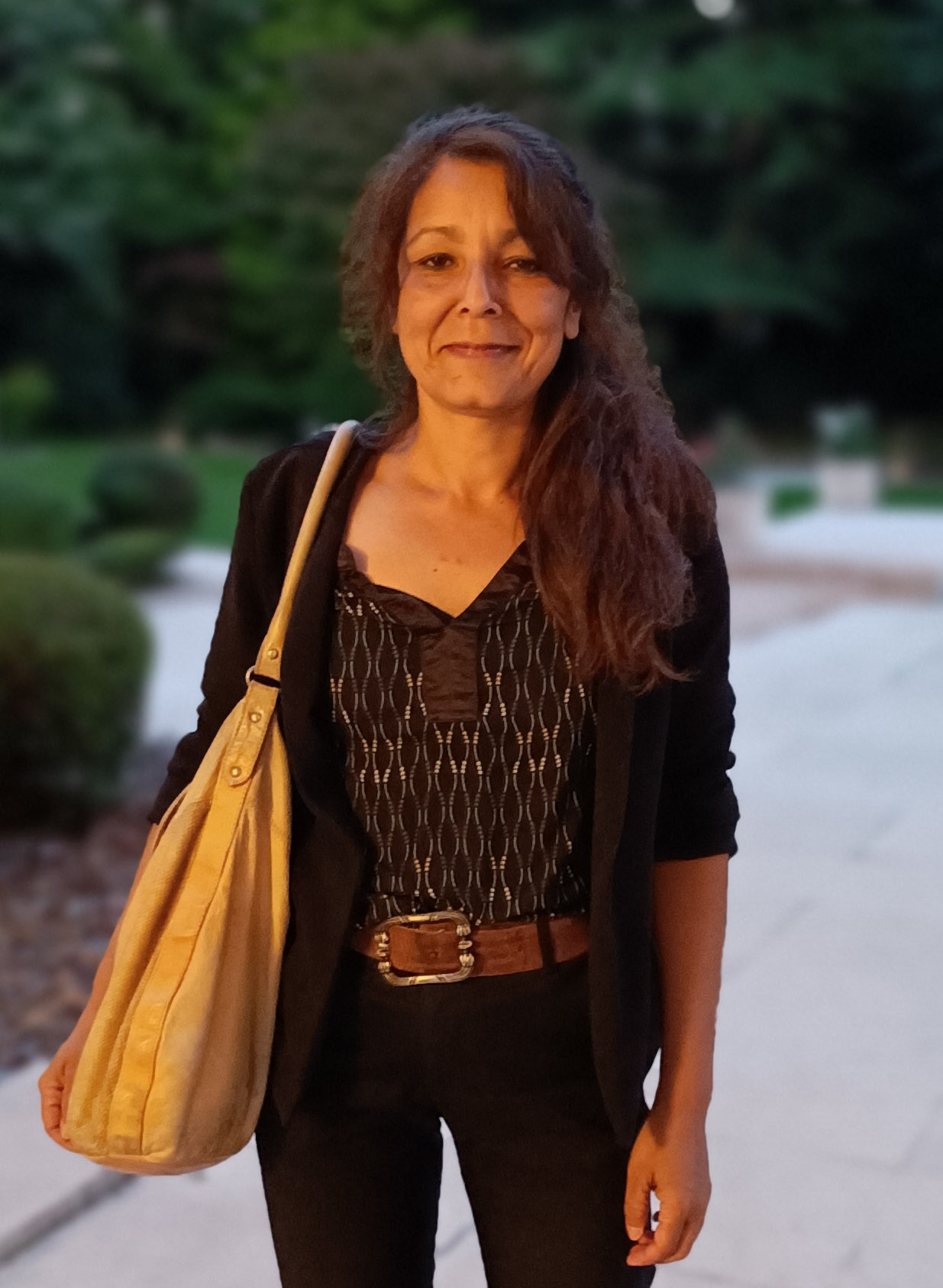
어깨에 맨 핸드백

핸드백이 인기를 얻기 시작했을 때, 여성스럽지 않다는 비판을 받았다. 20세기 초, 지그문트 프로이트는 핸드백의 구조가 여성 생식기와 성욕을 상징하기 때문에 성적으로 암시적이라고 주장했다. 핸드백 이전에는 여성의 드레스 안쪽에 개인 소지품을 보관하는 주머니가 있었고, 물건을 꺼내는 것은 신중하고 조심스럽게 이루어졌다. 핸드백은 공개적으로 들고 다니기 때문에 여성의 개인 소지품을 노출시켰다. 프로이트에게 여성은 핸드백에서 물건을 꺼내는 행위를 자위행위의 상징으로 보았다.
핸드백이 20세기에 주류로 자리 잡으면서, 순전히 실용적인 품목에서 착용자의 사회적 부와 가치를 상징하는 것으로 변모하기 시작했다. 퍼스와 핸드백의 스타일, 재질, 가격, 그리고 가장 중요하게는 브랜드 이름은 가방 자체의 기능성만큼 (아니면 그 이상으로) 가치 있게 되었다. 핸드백은 여성스럽지 않다는 인식에서, 특히 여성적이고 남성적이지 않다는 인식으로 바뀌었다. 여성용 가방은 몇 가지 개인 소지품과 미용 용품(여성적인 것) 이상을 담지 않도록 고안된 패션 액세서리 역할을 한 반면, 남성용 가방은 서류가방의 영역에 더 머물렀다: 사각형이고, 딱딱한 모서리를 가지고 있으며, 평범하고, "남자의 세계"와 관련된 물품들, 즉 비즈니스 관련 품목, 문서, 파일, 문구류, 펜 등을 담았다. 개인용 가방과 업무용 가방 사이의 성별 구분은 중세 시대에 교회나 가난한 사람들에게 기부할 동전을 운반하기 위해 만들어진 남녀 공용 자선 지갑에서 중간점을 찾는다. 자선 지갑의 자선적 상징성은 나중에 여성용 핸드백 전체로 이어졌다; 가방을 들고 다니는 여성은 상류층으로 간주되어 잠재적으로 기부금을 담기 위해 가방을 사용하는 것으로 여겨졌다.
1940년대에 제2차 세계 대전으로 인한 섬유 배급제는 라피아 또는 얀으로 뜨개질한 재료로 만든 핸드백의 생산으로 이어졌다. 일부 여성들은 이 시기에 상업용 패턴을 사용하여 자신의 작은 핸드백을 직접 뜨개질하기도 했다.

## 남성용 가방

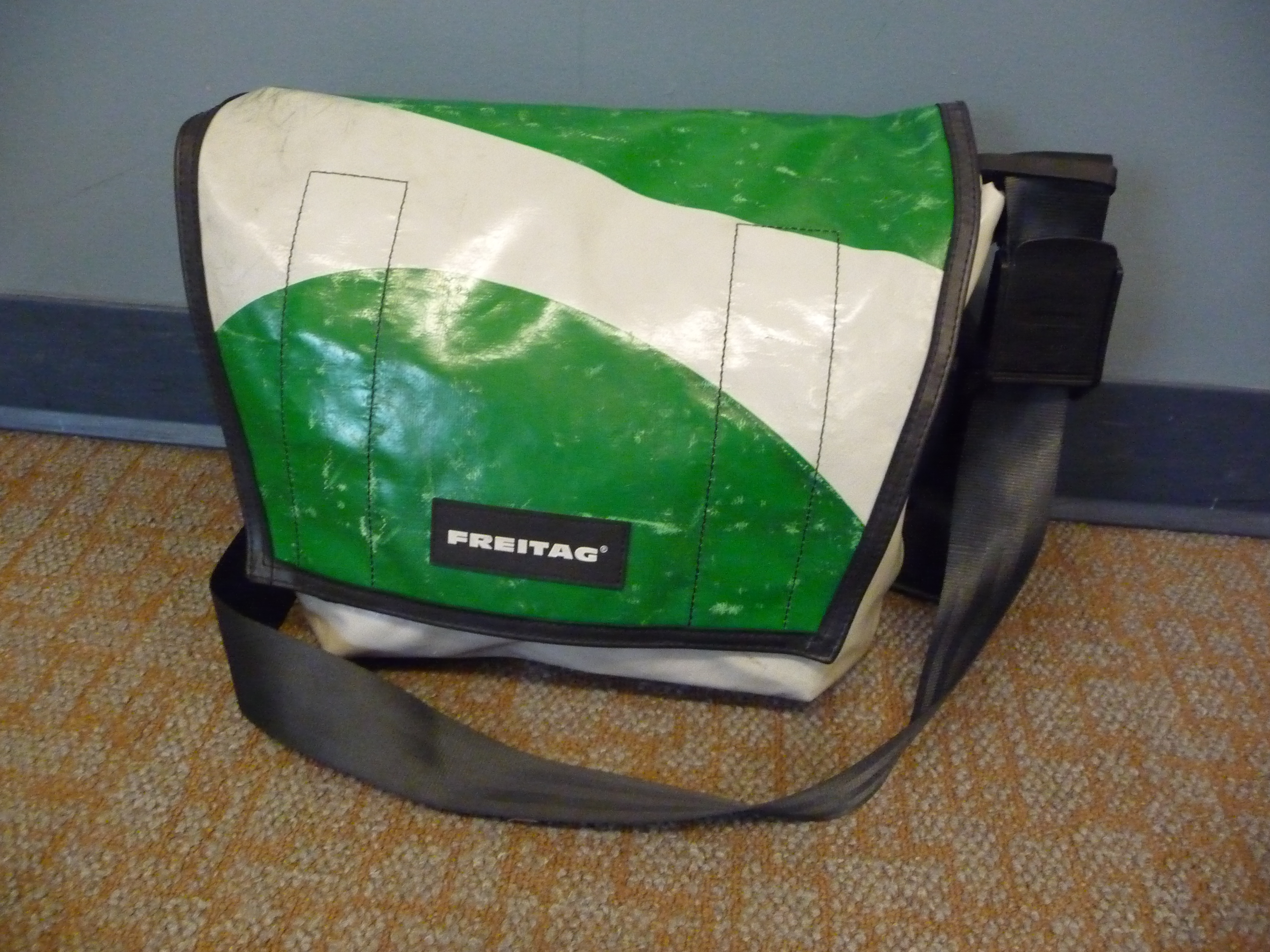
캐주얼한 메신저백

가장 오래된 것으로 알려진 퍼스는 5000년 이상 거슬러 올라가며, 얼음인간 외치가 착용했던 주머니였다. 남성들은 한때 동전 지갑을 들고 다녔다. 초기 근대 유럽에서 여성 패션이 작고 장식적인 퍼스(핸드백으로 진화)를 사용하는 방향으로 움직일 때, 남성 패션은 다른 방향으로 움직였다. 18세기와 19세기에 걸쳐 남성용 바지가 남성용 브리치스를 대체했고, 주머니가 헐렁하고 두꺼운 재질에 통합되었다. 이는 남성들이 동전과 나중에 지폐를 작은 지갑에 계속 가지고 다닐 수 있게 했다. 남성들의 주머니는 19세기와 20세기 바지와 코트에 풍부하게 존재했으며, 파이프, 성냥, 칼과 같은 소지품을 넣고 다녔고, 아내들이 자주 수선해 주던 품목이었다.
남성용 퍼스는 1970년대 유럽의 디자이너들에 의해 부활했다. 1990년대 이후 디자이너들은 남성용 액세서리 가방을 더 다양하게 판매해 왔다. 맨 백, 맨 퍼스 및 머스, 미니 백이라는 이름이 사용되었다. 미국에서 흔한 디자인은 일반적으로 배낭 또는 메신저 백의 변형이며, 남성적이거나 더 중성적인 외관을 가지고 있지만, 종종 배낭보다 간결하고 서류가방보다 부피가 작다. 이러한 가방은 종종 메신저 백 또는 오거나이저 백이라고 불린다. 다른 많은 나라에서는 남성들이 종종 가죽으로 만든 작은 직사각형 어깨 가방을 가지고 다니는 것이 흔하다. 가죽 책가방도 흔하다. 남성용 디자이너 가방은 프라다, 루이비통, 코치, 보테가 베네타와 같은 유명 회사에서 다양한 모양과 크기로 생산된다. 전 세계 남성용 가방 및 소형 가죽 제품 시장은 연간 40억 달러 규모의 산업이다. 북아메리카에서는 "홀더올" 가방을 포함한 남성용 액세서리 판매가 증가하고 있다.

## 종류

핸드백 종류 (비례)

- 바게트: 프랑스 빵인 바게트를 닮은 작고 좁고 직사각형 모양의 지갑
- 볼링 백: 1990년대 젊은 여성들 사이에서 인기 있었던 "복고" 스타일로, 볼링공을 운반하는 데 사용된 미국 가방을 본떠 만들었다. 견고한 디자인에 아치형 상단과 측면, 두 개의 운반 손잡이가 있는 지퍼 잠금 장치. 다리가 있을 수도 있고 없을 수도 있으며, 보통 스트랩, 드로스트링, 상단 플랩은 없다.
- 배럴 백: 배럴과 유사한 원통형 모양으로, 바게트 백보다 크고 두 개의 짧은 손잡이가 있으며, 플랩이 없고 일반적으로 어깨 끈이 없다.
- 버킷 백: 버킷 모양의 원통형 가방으로, 중간 크기 또는 대형이며, 하나 또는 두 개의 큰 손잡이, 종종 어깨 끈, 그리고 드로스트링 잠금 장치가 있다.
- 클러치: 상단 플랩이 있고 손잡이가 없는 작고 단단한 핸드백으로, 종종 직사각형 모양이다 (부드러운 버전은 오렌지 조각처럼 생기기도 한다). 종종 이브닝 백으로 사용되지만 낮에도 사용된다. 일부는 어깨에 멜 수 있는 스트랩이 있지만 많은 경우는 그렇지 않다.[20]
- 크로스바디 백: 어깨에서 엉덩이까지 몸을 가로질러 착용하는 가방. 이는 클러치와 같이 손으로 들고 다니는 작은 가방이나 토트백 또는 볼링백과 같은 큰 가방과는 대조적이다. 예를 들어, 바게트 백은 크로스바디로 착용할 수 있고, 하프문 또는 메신저 백도 마찬가지이지만, 토트백이나 호보 백은 이런 식으로 착용할 수 없다 (일부 버킷 백은 크로스바디로 착용된다).
- 닥터스 백: 글래드스톤 백으로도 알려져 있으며, 방문 진료를 위한 빅토리아 시대 의사 가방을 본떠 만들었다. 중간에서 큰 크기이며, 두 개의 튼튼한 손잡이가 있지만 스트랩이나 상단 플랩은 없다. 볼링 백과 유사하지만 다른 잠금 장치를 가질 수 있으며, 전통적으로 항상 검은색 가죽으로 되어 있다.
- 하프문 백: 반달 모양으로, 주로 작고 여성스러우며 어깨에 매달아 착용한다. 손잡이가 있을 수도 있고 없을 수도 있다.[21]
- 호보 백: 어깨 또는 크로스바디 길이의 스트랩이 있는 부드러운 측면의 중간 크기 초승달 모양 가방으로, 손잡이, 발, 상단 플랩이 없는 상단 지퍼 잠금 장치가 있다. 현대적이고 캐주얼한 실루엣이다.
- 메신저 백: 기술적으로는 사첼(아래 참조)의 한 종류로, 사각형 또는 직사각형(높이보다 너비가 넓음)이며 몸을 가로질러 착용하는 긴 스트랩 하나와 상단 개구부를 덮는 큰 플랩이 있고 발은 없다. 도시 메신저들이 업무 우편을 배달하기 위해 착용한 가방에서 영감을 받았다. 등 아래쪽에 매고 다니도록 고안되었으며, 일반적으로 가죽이 아닌 방수 캔버스로 만들어지고, 안전한 전면 잠금 장치가 있다.
- 미노디어: 클러치의 한 종류로, 일반적으로 바닥에 경첩이 있는 단단한 몸체를 가지며, 때로는 부드러운 천 안감이 있고, 손잡이, 스트랩 또는 발이 없다. 종종 보석으로 장식되어 이브닝웨어로 착용된다.
- 레티큘: 리디큘 또는 인디스펜서블이라고도 알려진, 주로 1795년부터 1820년까지 사용된 작고 드로스트링이 달린 핸드백 또는 퍼스의 모호한 유형으로, 현대의 이브닝 백과 유사하다.
- 새들백: 승마용 새들 백과 유사한 모양의 작거나 중간 크기의 가방으로, 항상 상단 플랩과 곡선형 측면 및 바닥이 있으며 어깨 끈이 있지만 상단 손잡이, 드로스트링, 발은 없다. 존 갈리아노가 1999년에 출시한 디올 새들백은 이 스타일의 잘 알려진 현대적 예시이다.
- 사첼: 일반적으로 가죽으로 만든 더 크고 부드러운 측면의 가방으로, 종종 한 쌍의 상단 손잡이와 어깨 끈이 있으며, 일반적으로 앞면 플랩이 있다. 모양은 닥터스 백이나 토트백과 비슷하지만 더 작다. 몸을 가로질러 반대쪽 엉덩이에 걸쳐 착용한다. 캔버스 재질의 사첼은 일반적으로 메신저 백으로 간주된다.
- 숄더백: 크로스바디 백이나 핸드헬드 백과 달리 어깨에 매달아 착용하는 가방이다. 크로스바디보다 짧은 스트랩을 가지고 있지만, 그 외에는 일반적으로 구별되지 않는다. 숄더백과 크로스바디 백은 대부분의 클러치나 리슬릿보다 크지만, 토트백이나 버킷백보다는 작다. 상단 플랩, 손잡이, 발이 있을 수도 있고 없을 수도 있다. 호보 백은 숄더백의 한 종류이지만, 독특한 모양 때문에 보통 호보 백이라고 특별히 언급된다.
- 탑 핸들 백: 하나 또는 두 개의 상단 손잡이가 있는 중간 크기 가방으로, 플랩이 있을 수도 있고 없을 수도 있다. 종종 직사각형에 네 개의 발이 있으며, 스트랩이 있을 수도 있다. 많은 사첼도 탑 핸들 백이며, 이들 중 일부는 스트랩이 있으면 크로스바디 백이나 숄더백으로 착용할 수 있다.
- 토트: 두 개의 긴 스트랩과 열린 상단(플랩, 지퍼 잠금 장치 없음)을 가진 중대형 가방으로, 버킷백과 유사하지만 일반적으로 덜 원통형이고 더 사각형이며 발은 없다. 에르메스 버킨백은 토트백이다.
- 리슬릿: 팔찌처럼 손목에 착용할 수 있는 짧은 운반 스트랩이 있는 작은 직사각형 핸드백. 디자인은 클러치와 비슷하지만 손목 스트랩이 추가되었다.

## 하드웨어

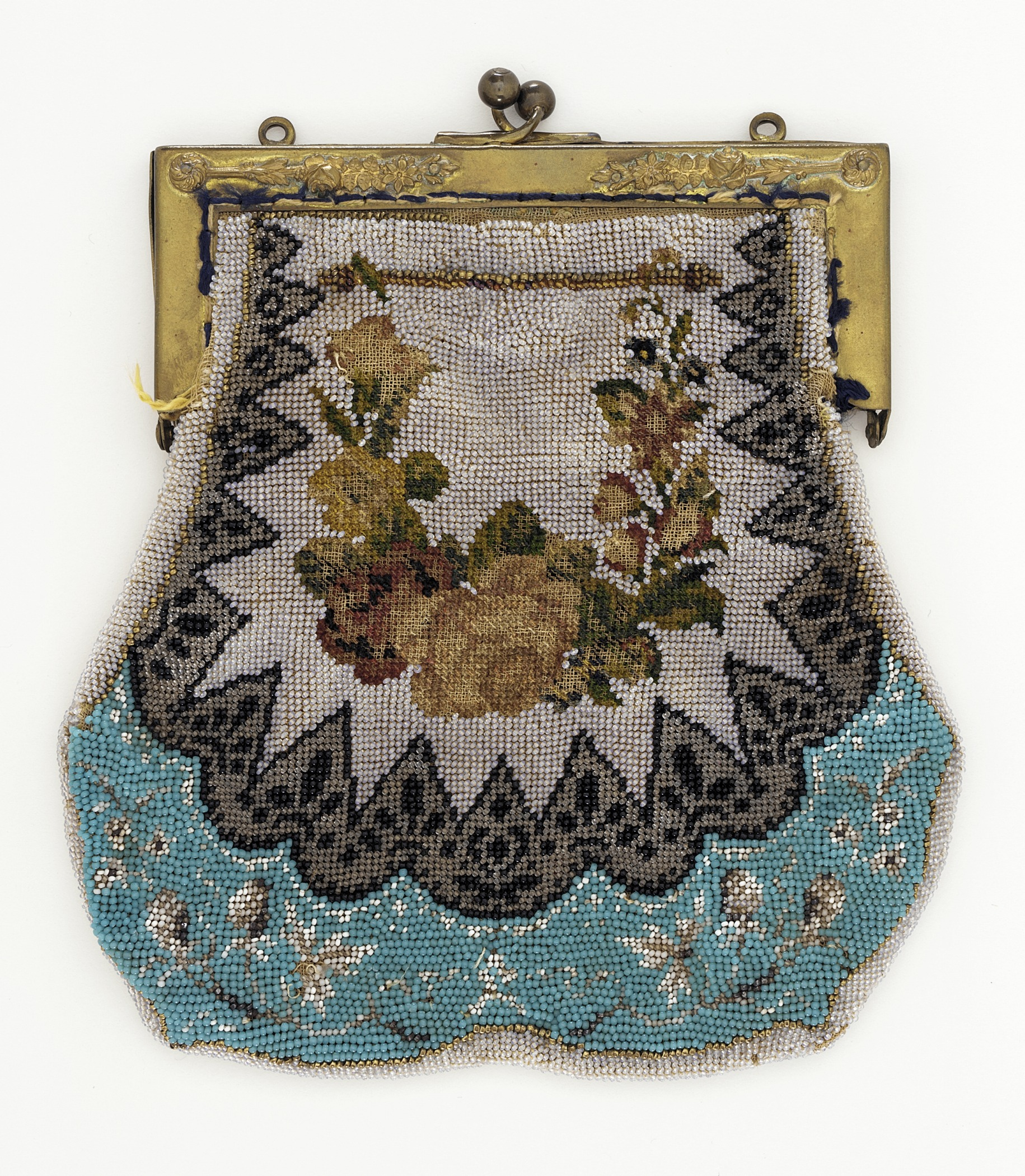
1860년 여성용 핸드백, 프레임과 키싱 락 (LACMA)

가방의 직물이나 피혁을 지지하는 금속 프레임이 있는 소프트 바디 핸드백과 프레임 핸드백 사이에도 구분이 가능하다. 프레임 백은 종종 키싱 락 잠금 장치를 사용하며, 프레임 상단에 두 개의 맞물리는 금속 구슬이 있다. 키싱 락은 20세기 초중반 핸드백에서 인기를 끌었으며, 빈티지 수집가와 "복고풍" 디자인에서 여전히 인기가 있다. 이러한 잠금 장치는 더 작은 동전 지갑에서도 볼 수 있다.

## 동사로서의 조어

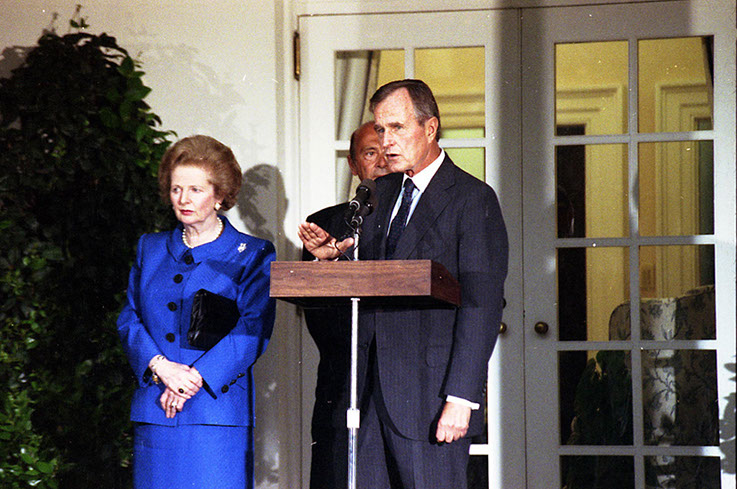
조지 H. W. 부시 대통령, 마거릿 대처 총리, 만프레트 뵈르너 NATO 사무총장이 이라크의 쿠웨이트 침공에 대해 언론에 성명을 발표하는 모습. 대처는 그녀의 유명한 핸드백을 들고 있다.

"핸드백하다(to handbag)"라는 동사와 그 유머러스한 용법은 1980년대 영국 총리 마거릿 대처가 핸드백을 "무기화"했다는 영국의 전기 작가이자 역사학자인 데이비드 캐나딘 경의 견해에서 영감을 받았다. "그녀의 지휘력을 가장 눈에 띄게 상징하는 것"으로서 가방은 그녀가 진지하게 일한다는 것을 보여주기 위해 회의에서 제시하는 강조적인 소품이 되었다. 그녀는 항상 가방에서 중요한 문서를 꺼내 인용하곤 했는데, 그녀의 연설 노트는 종종 가방에 맞도록 크기가 잘려 있었다. 대처가 영국의 첫 여성 총리였기 때문에 전 데일리 텔레그래프 편집장 찰스 무어는 2013년 자신의 공인 전기에서 "그녀의 핸드백은 그녀 통치의 상징이 되었다"고 썼다.
동사의 더 일반적인 의미인 "무자비하게 다루다"는 대처의 전체 정부 스타일을 상징하게 되었다. 정치 지도자부터 언론인에 이르기까지 그녀의 핸드백에 시달린 피해자들은 독일 총리 헬무트 콜이 "자신의 이익을 냉정하게 추구하는" 것이라고 인식한 바에 대해 증언했다. 미국 국무장관 제임스 베이커는 그녀의 상시적인 전략을 회상했다: "협상이 교착 상태에 빠지면 핸드백을 꺼내세요! 해결책은 항상 그 안에 있습니다."
그녀의 가장 큰 토리 보수당 비평가 중 한 명인 줄리안 크리츨리는 한때 "마거릿 대처와 그녀의 핸드백은 윈스턴 처칠과 그의 시가와 같다"고 말했다. 대처의 가방은 그녀 자신만큼이나 중요한 뉴스거리였고, 그녀가 사망한 날에는 그녀가 가장 좋아했던 구조적인 디자인의 핸드백 제조업체의 판매량이 급증했다. 대처가 서명한 카드에 "다우닝가에서 내 시간 동안 매일 사용했다"고 명시한 원본 가방은 케임브리지 처칠 칼리지에 보관되어 있다. "악어 가죽 모조품 스타일"의 짙은 파란색 가죽으로 만들어졌으며, 1984년 그녀의 생일에 친구들로부터 받은 선물이었다.

## 핸드백 수집
2000년대 들어 핸드백 수집은 점점 더 인기를 얻고 있다.
2014년 경매 회사 크리스티스는 핸드백 부서를 신설했으며, 현재는 "국제 핸드백 책임자"가 이끄는 여러 직원이 있다. 2017년 6월, 크리스티스는 핸드백만을 위한 첫 경매를 개최했다.
데일리 텔레그래프에 따르면, 가장 많이 찾고 가치 있는 브랜드는 에르메스이며, 그 다음으로는 셀린느, 샤넬, 루이비통 등이 있다.

### 세계 기록
2015년 6월, 홍콩 크리스티스 핸드백 경매에서 2014년에 제작된 분홍색 악어 가죽 에르메스 버킨백이 당시 세계 기록인 146,000파운드에 낙찰되었다.
2017년 5월, 홍콩 크리스티스는 10.23캐럿 다이아몬드가 박힌 흰색 악어 가죽 에르메스 버킨백을 세계 기록인 290만 홍콩 달러(293,000파운드)에 판매했다.

### 박물관
가방 및 지갑 박물관은 네덜란드 암스테르담에, 시몬느 핸드백 박물관은 대한민국 서울에, ESSE 퍼스 박물관은 리틀록에 있다.

### 유명 수집가

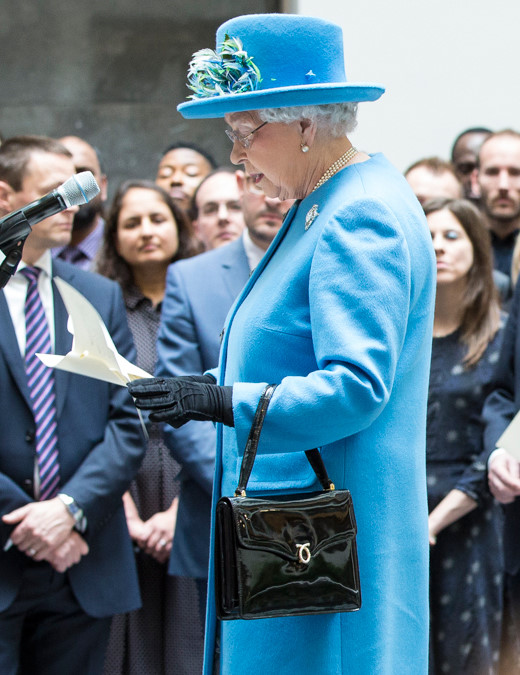
2015년 로우너 런던 가방을 든 엘리자베스 2세 여왕

엘리자베스 2세 여왕은 200개 이상의 로우너 런던 가방을 소유했으며, 어머니의 로우너 가방을 모두 보관했다.
가장 큰 개인 소유 지갑 컬렉션은 일렌 호흐베르그 우드가 소유하고 있으며, 총 3000개가 넘는 핸드백 중 가장 비싼 것은 11만 달러에 달한다. 그녀는 대부분의 컬렉션을 안전한 벙커에 보관하지만, 일부 컬렉션은 전시회로 5개 박물관에 전시되었는데, 여기에는 펜실베이니아주 베들레헴의 케메러 장식 미술관, 모라비아 베들레헴 박물관, 펜실베이니아주 앨런타운의 아메리카 온 휠즈 박물관, 플로리다주 코럴게이블즈의 코럴게이블즈 박물관, 인디애나주 포트웨인의 포트웨인 미술관이 포함된다.
다른 유명 수집가로는 100개 이상의 버킨백을 소유한 빅토리아 베컴, 케이티 홈즈, 리타 오라, 켈리 브룩 등이 있다. 카라 델레바인, 미란다 커, 로런 콘래드, 로지 헌팅턴화이틀리, 비욘세, 메리케이트 올슨, 애슐리 올슨, 레이디 가가, 올리비아 팔레르모, 리한나도 수집가이다. 그 외에는 킴 치우, KC 콘셉시온, 크리스 아키노, 하트 에반젤리스타, 마리안 리베라, 베아 알론소, 캐스린 베르나르도, 로비 포, 메건 영, 그레천 바레토, 카밀 프래츠, 사라 라바티, 그리고 제프리 스타 등이 있다.

## 갤러리

### 인기 있는 실루엣

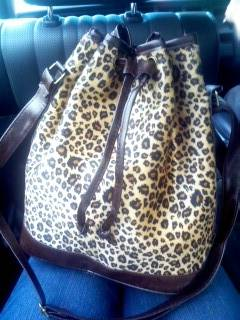
드로스트링 잠금 장치가 있는 버킷 백
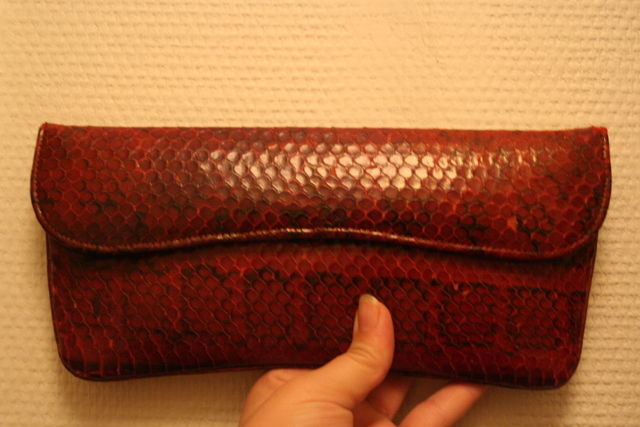
붉은 뱀가죽으로 만든 접이식 클러치
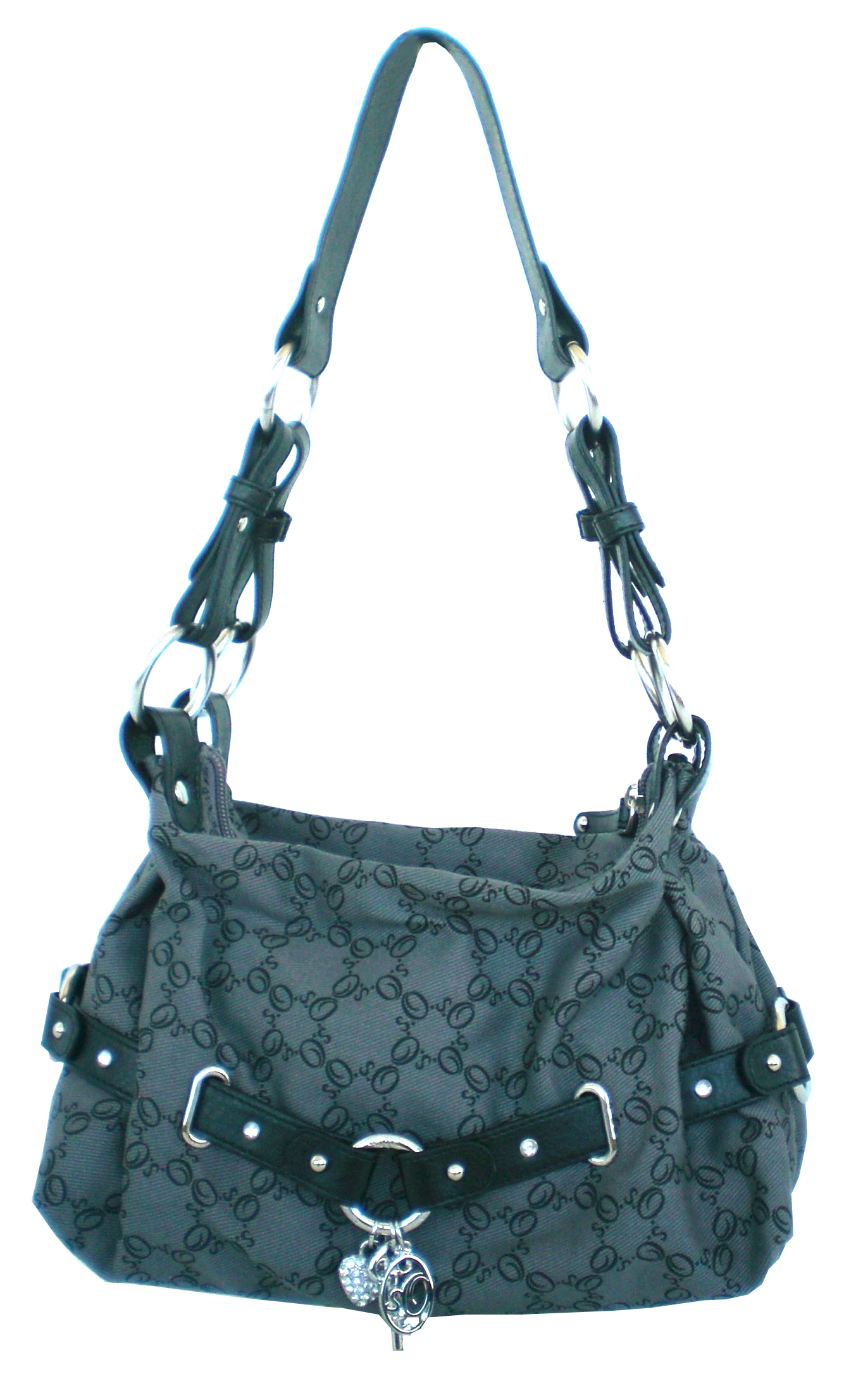
상단 지퍼, 어깨 스트랩, 그리고 특징적인 가운데 처짐이 있는 호보 백
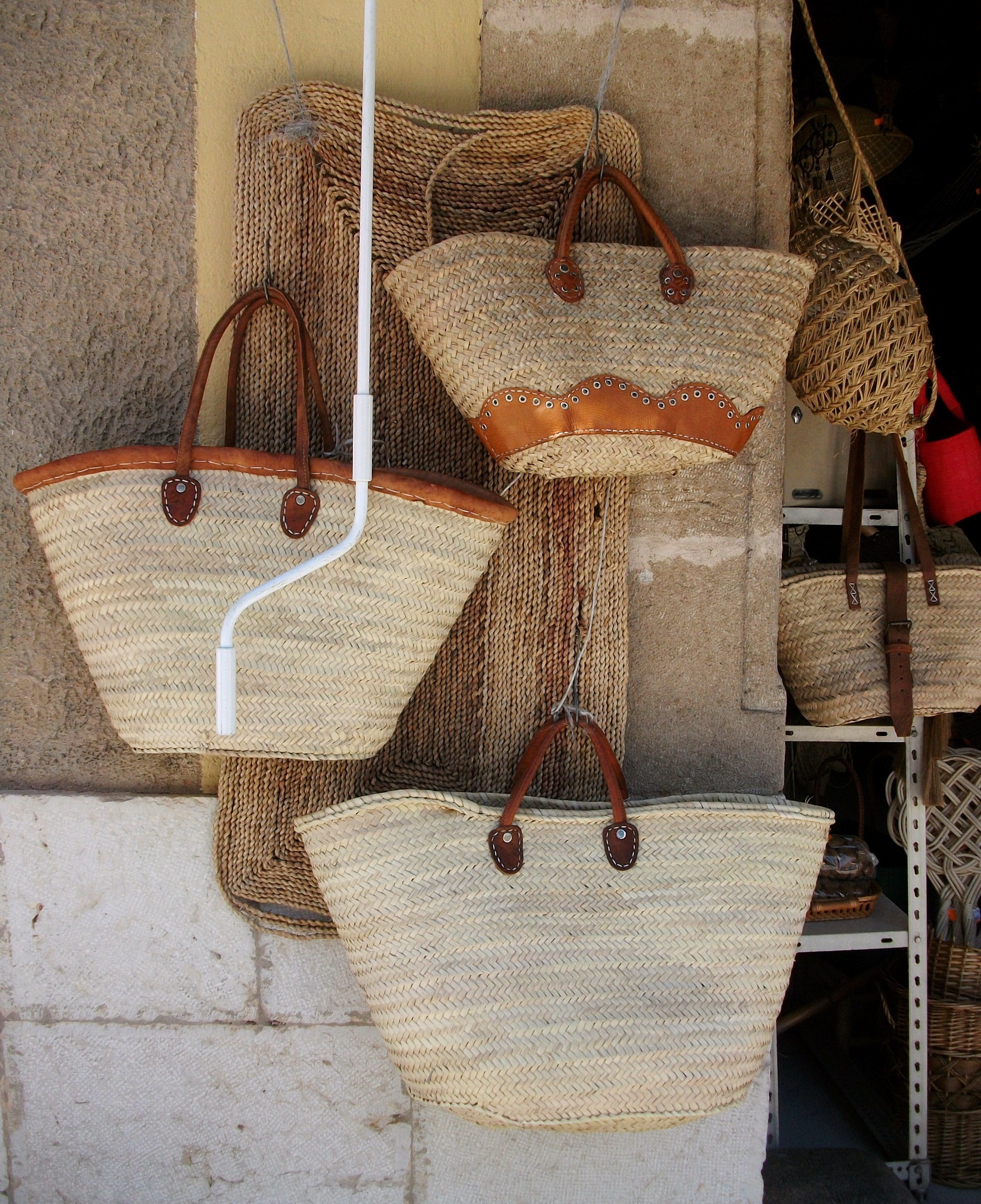
키온도 스타일 핸드백 컬렉션
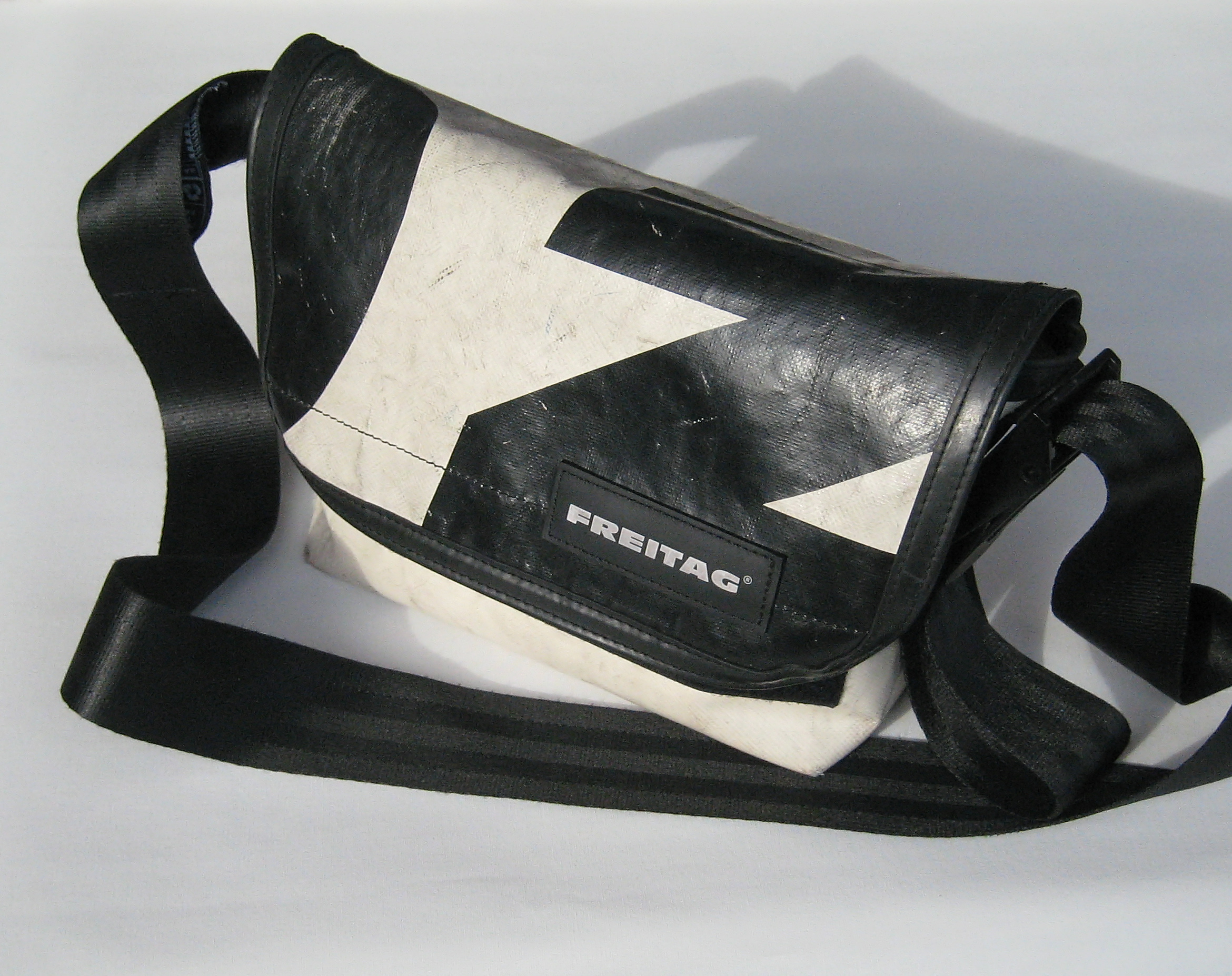
낡은 트럭 방수포로 만든 메신저 백, 안전벨트 끈, 스위스 프라이탁 제품 (2008)
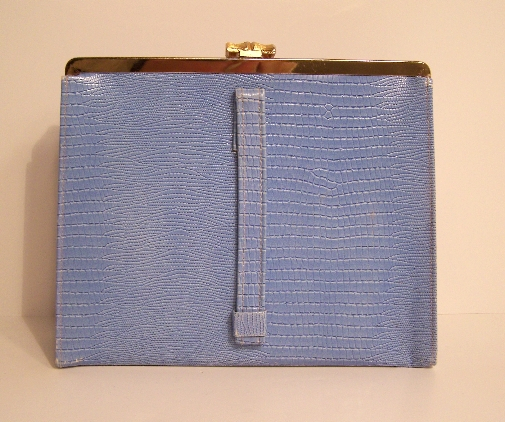
빈티지 포켓북
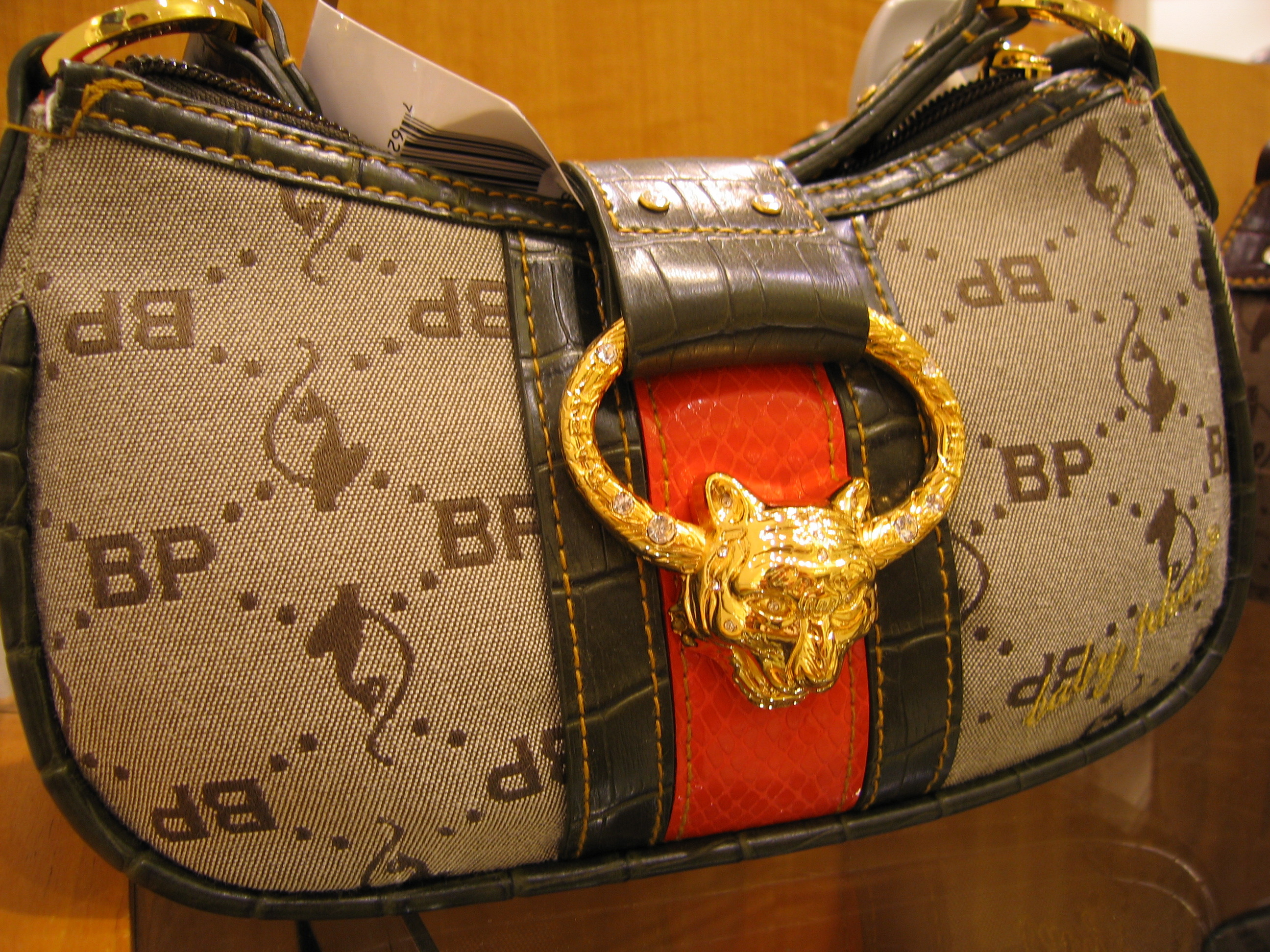
승마 하드웨어 디테일이 있는 새들 모양
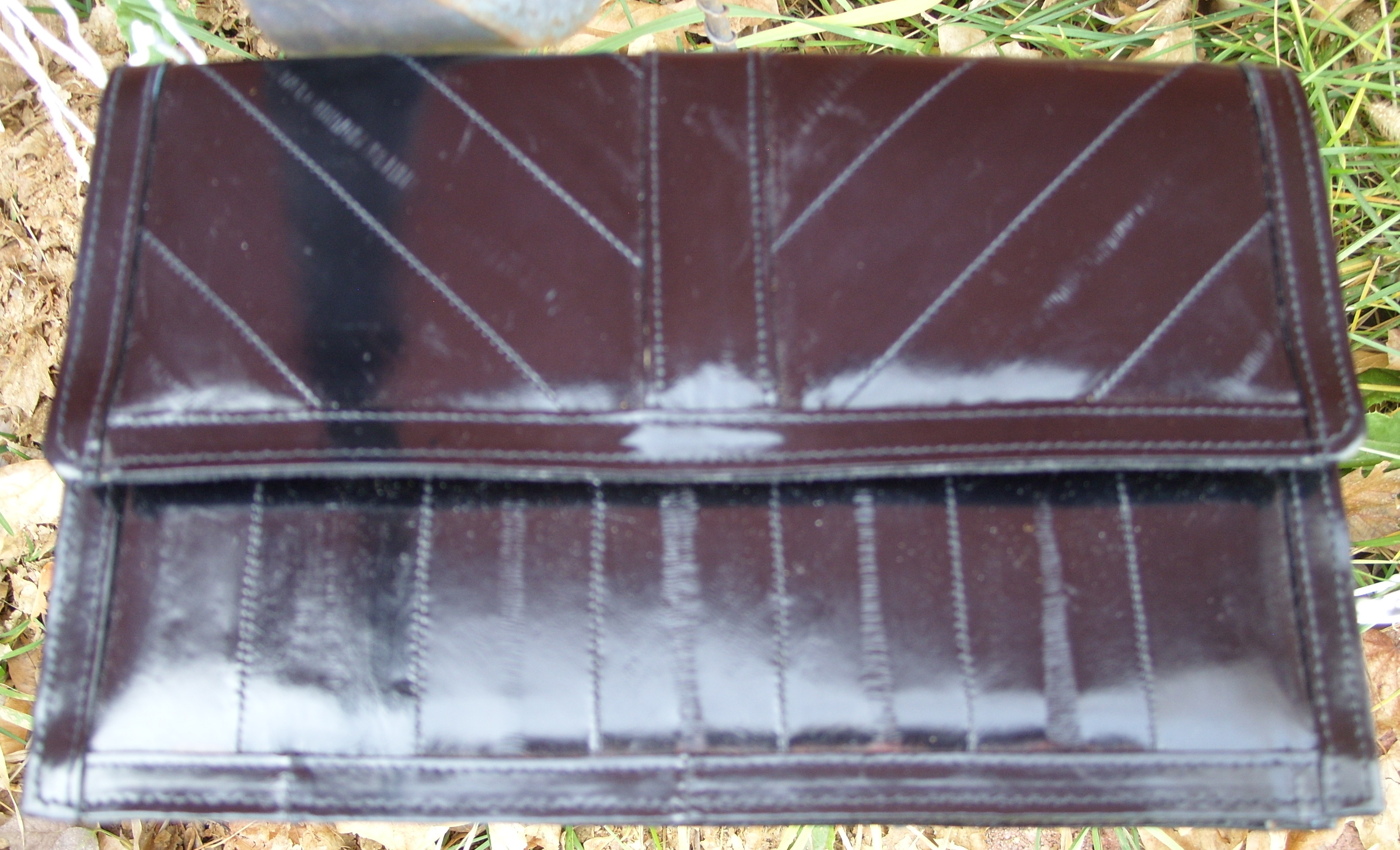
뱀장어 가죽으로 만든 클러치
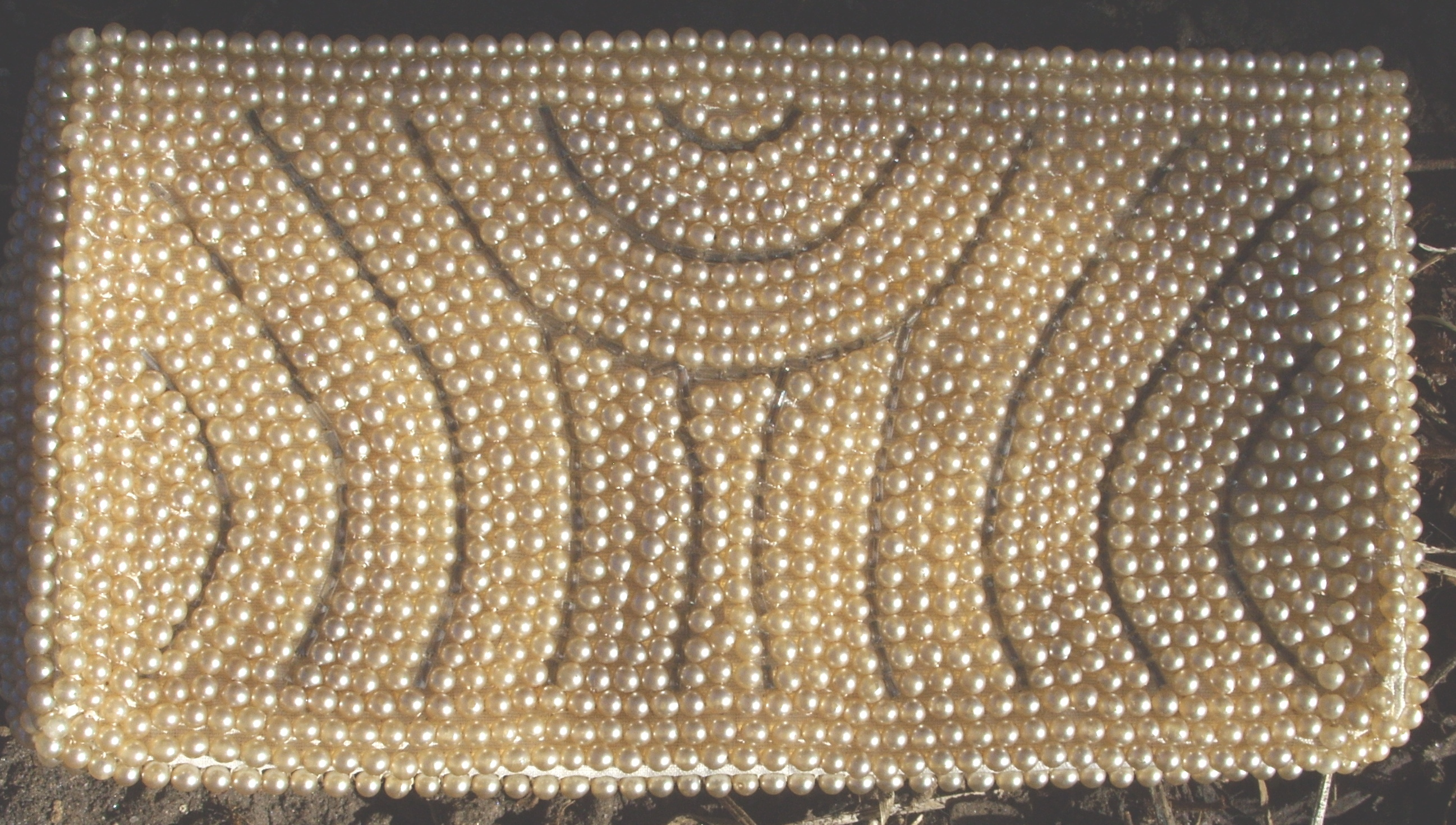
아이보리 새틴에 인조 진주와 유리 구슬로 장식된 빈티지 이브닝 미노디어
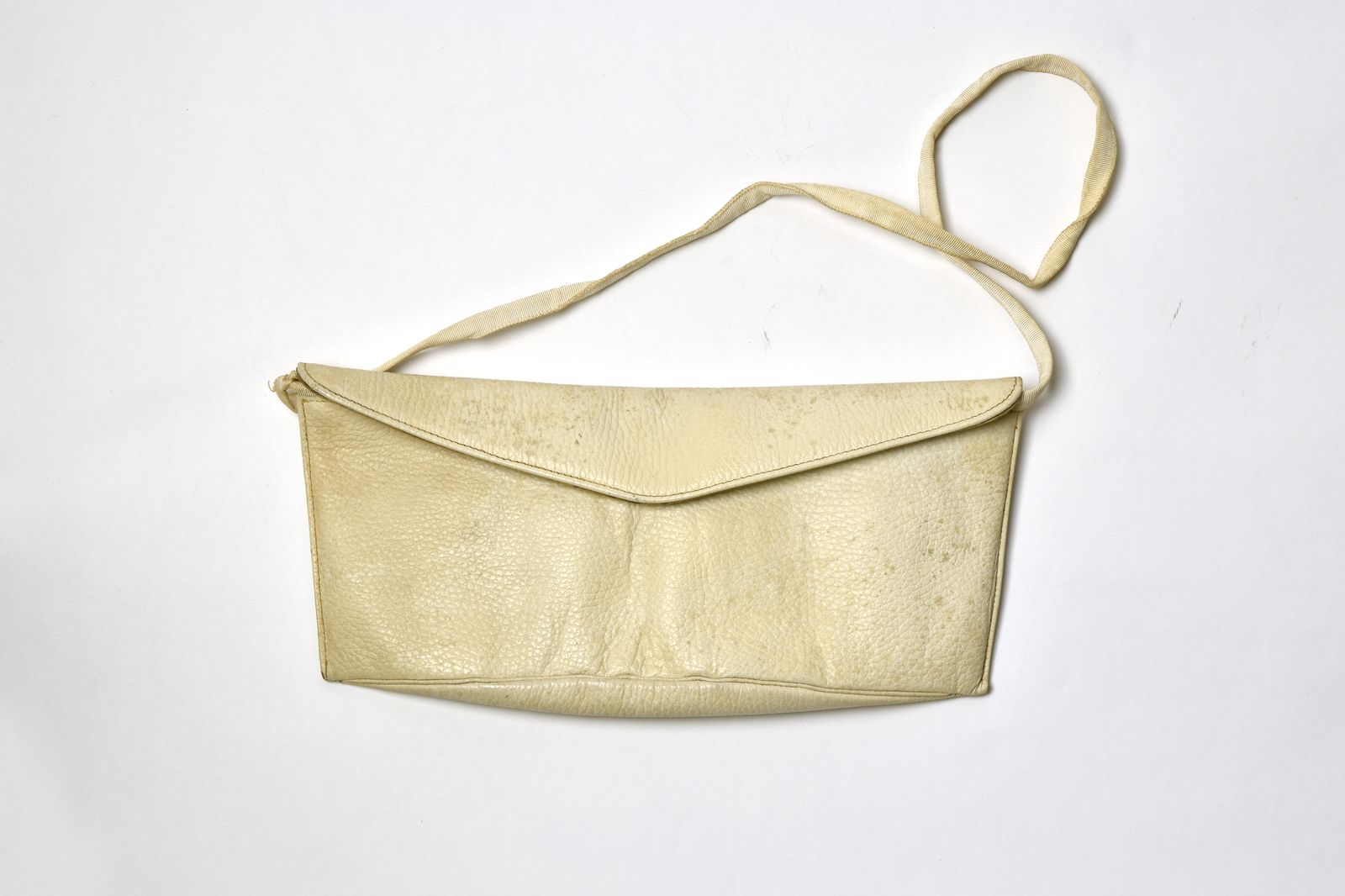
흰색 가죽 바게트 백

### 전통적인 유형

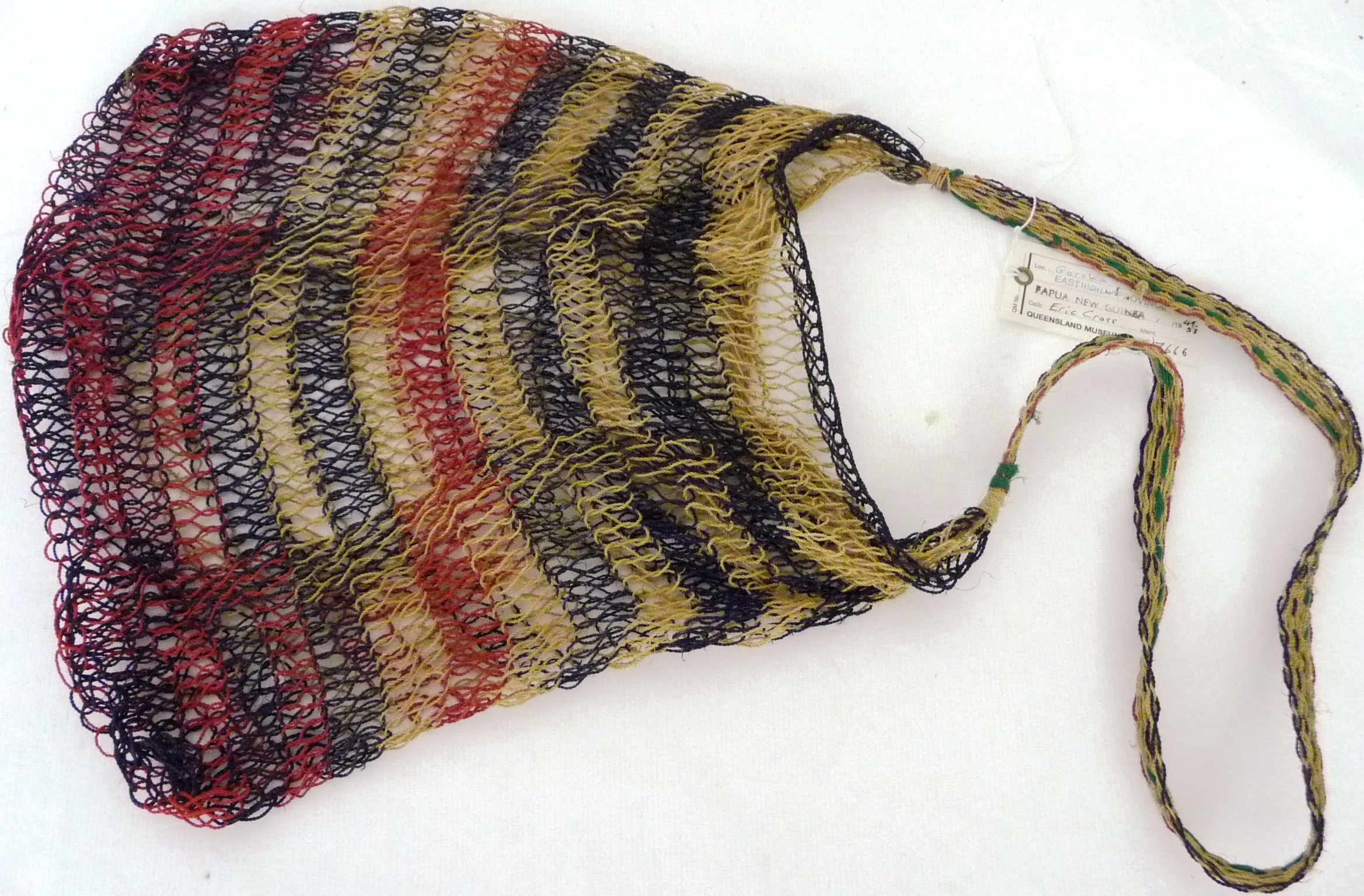
파푸아뉴기니에서 사용되는 빌룸 가방. 빌룸은 "수풀 밧줄", 쿠스쿠스 털 또는 양모로 만들어지며 크기가 늘어난다.
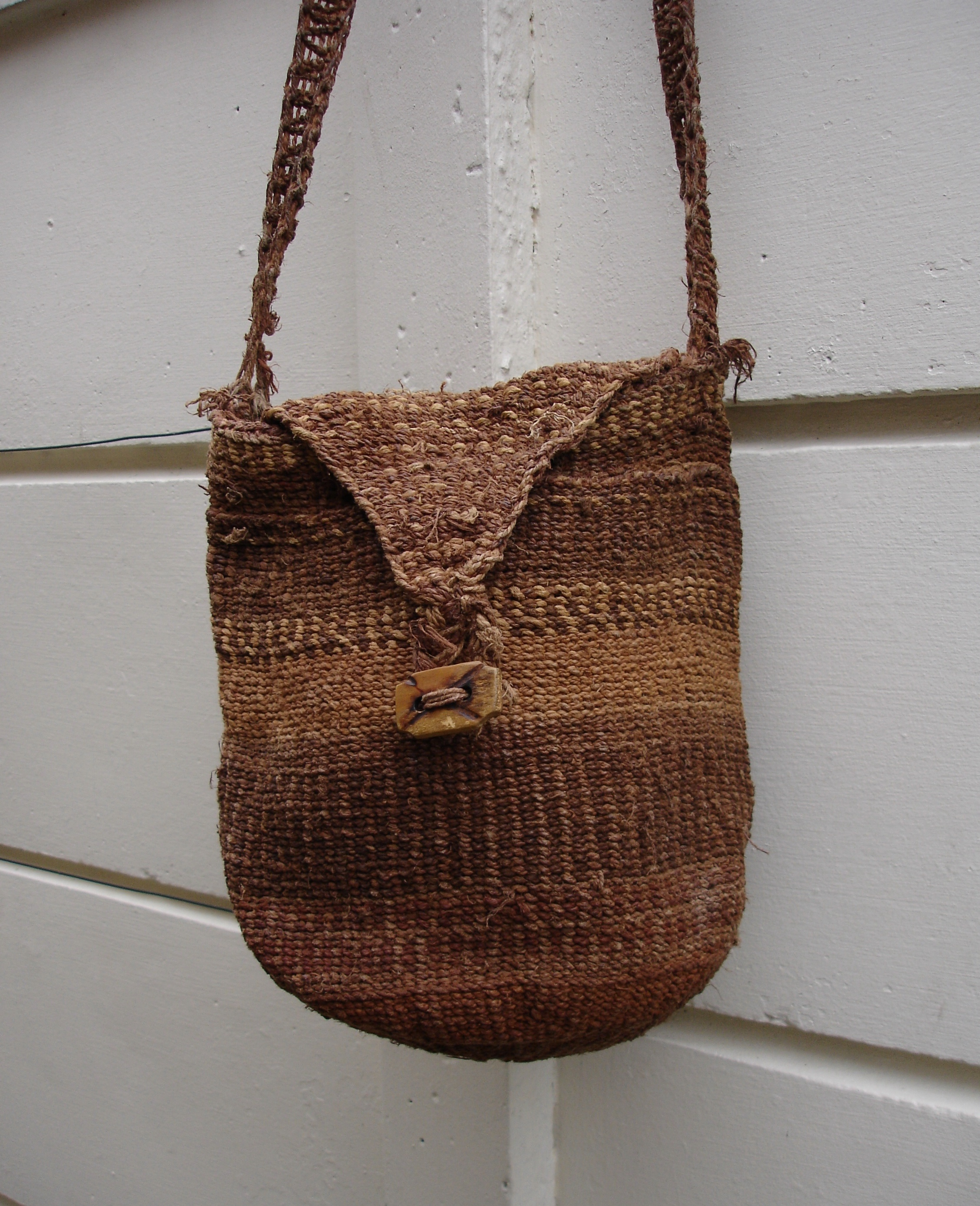
짐바브웨, 1995년 바오바브나무 섬유로 만든 숄더백
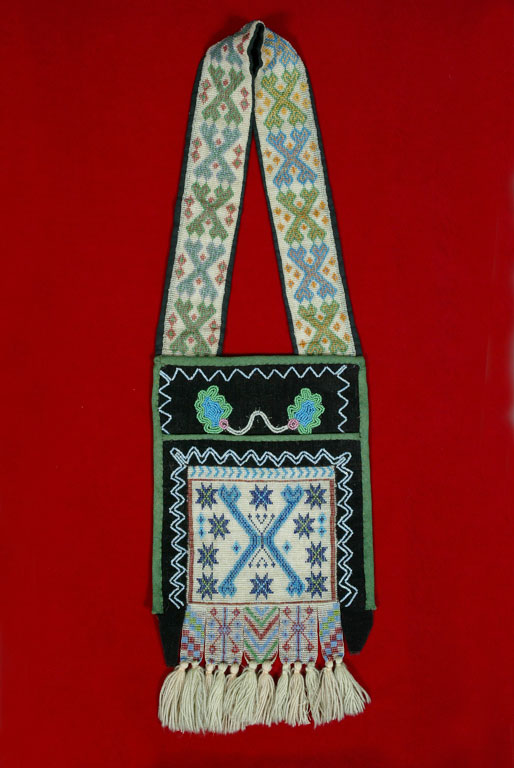
장식용 구슬 세공이 있는 오지브웨족 가방; 이 가방은 아마도 어린이를 위해 만들어졌을 것이다.
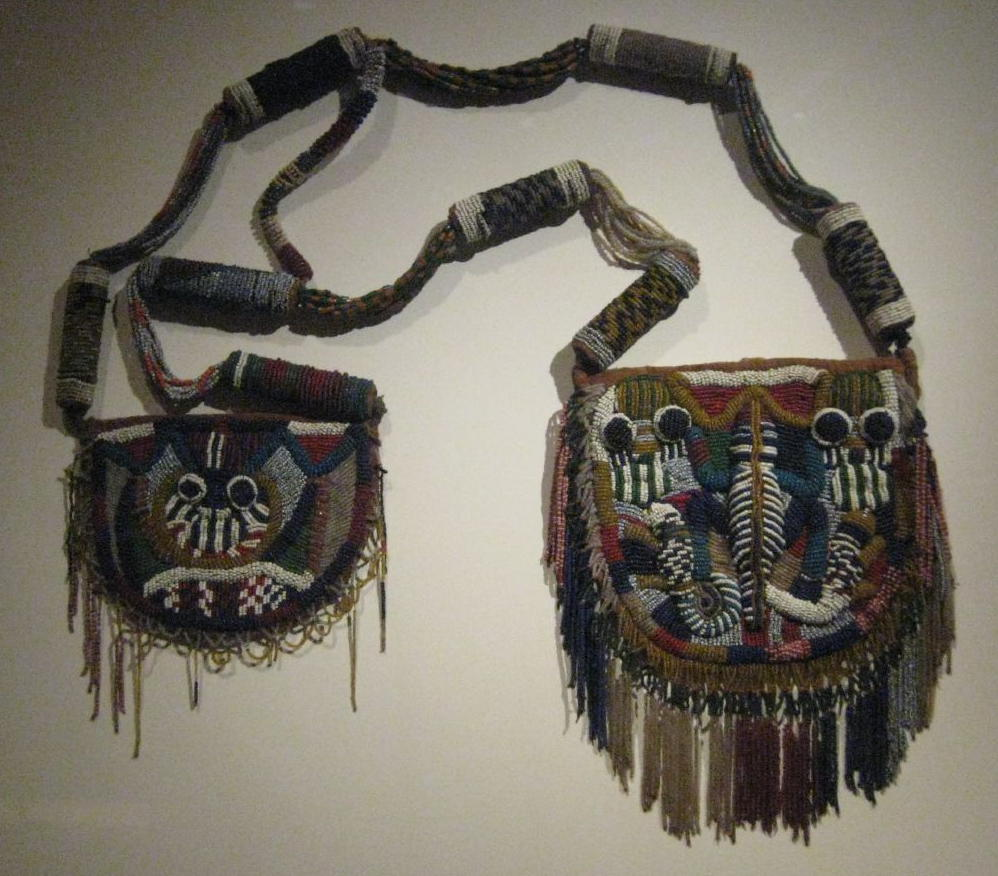
20세기 초, 나이지리아 오요 지역의 요루바족 주술사 가방
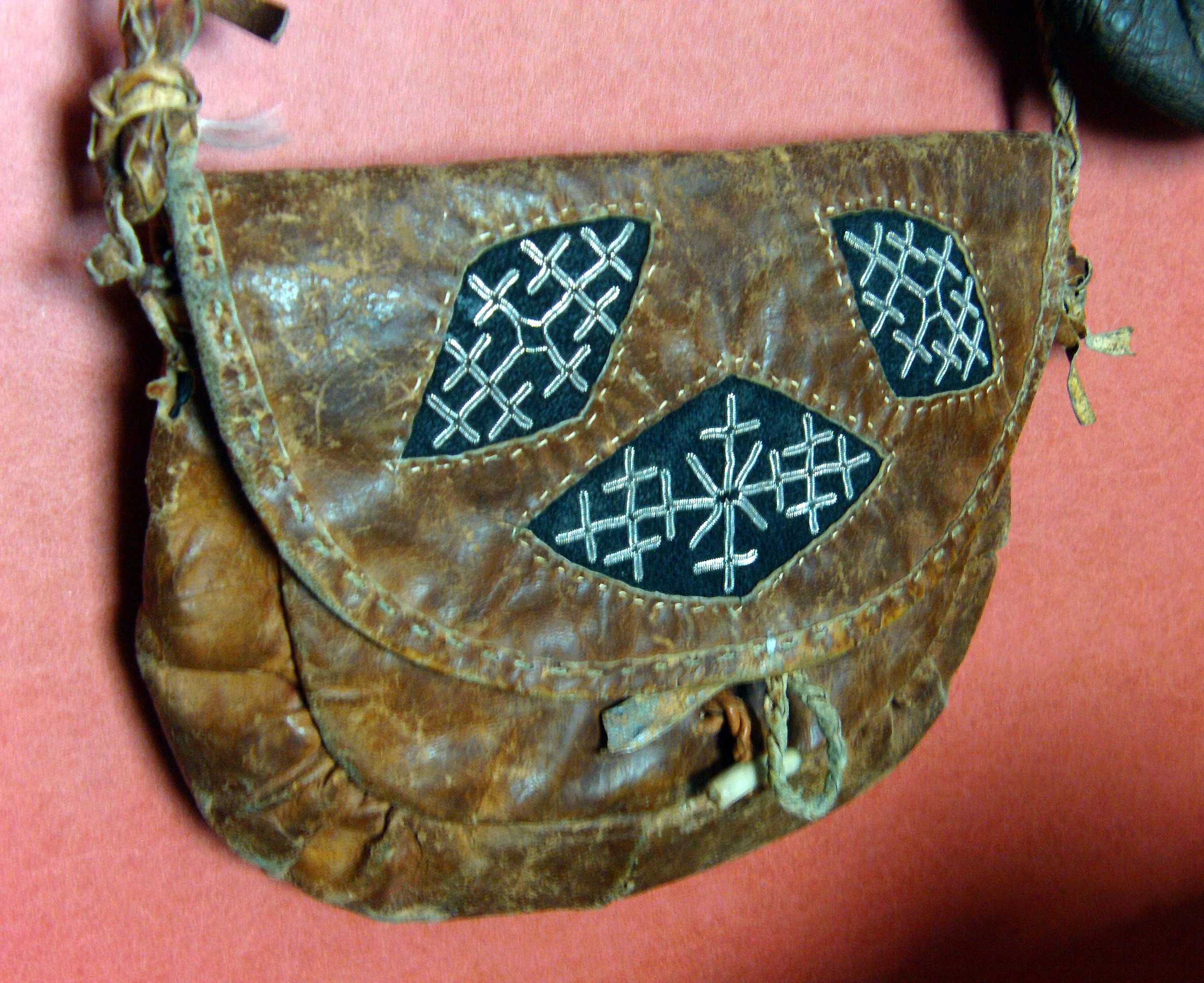
어깨 끈이 있는 스칸디나비아 사미족 퍼스 (핸드백)
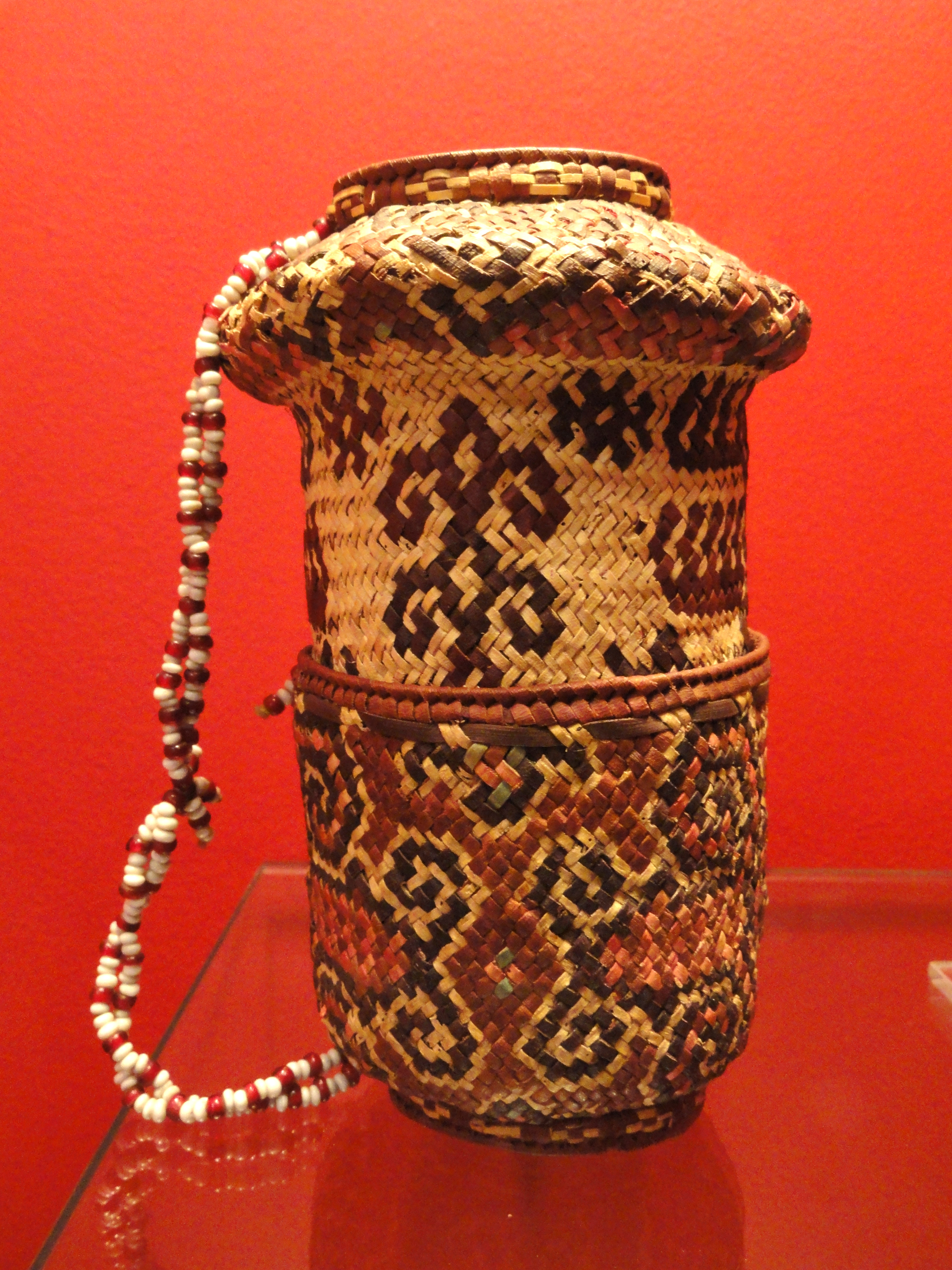
1921년경 제작된 서티모르의 구장 가방. 알룩(aluk)이라고 불리며, 아직도 만들어지고 있다.
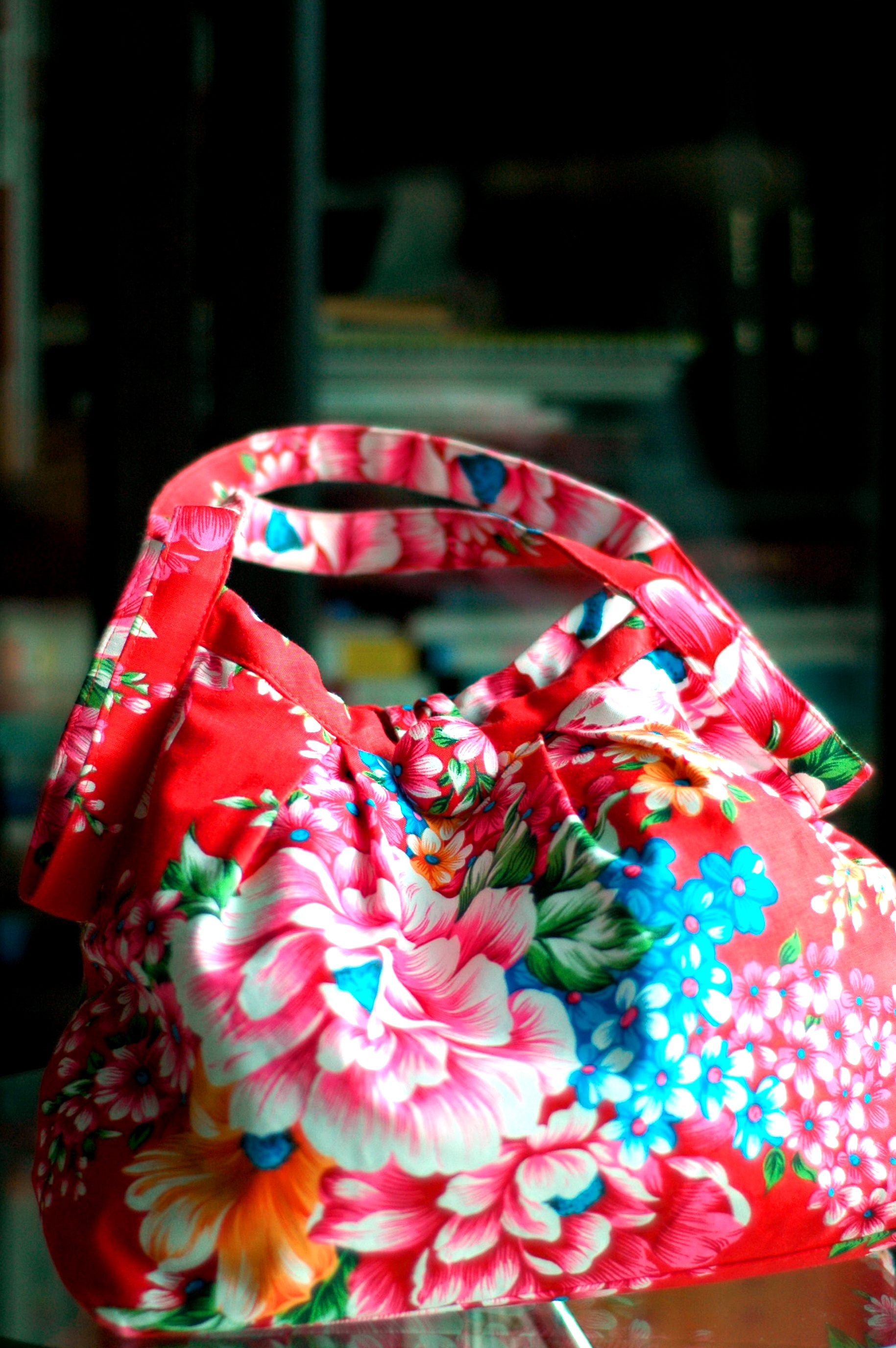
전통적인 하카족 중국식 꽃무늬 천 디자인의 현대 핸드백
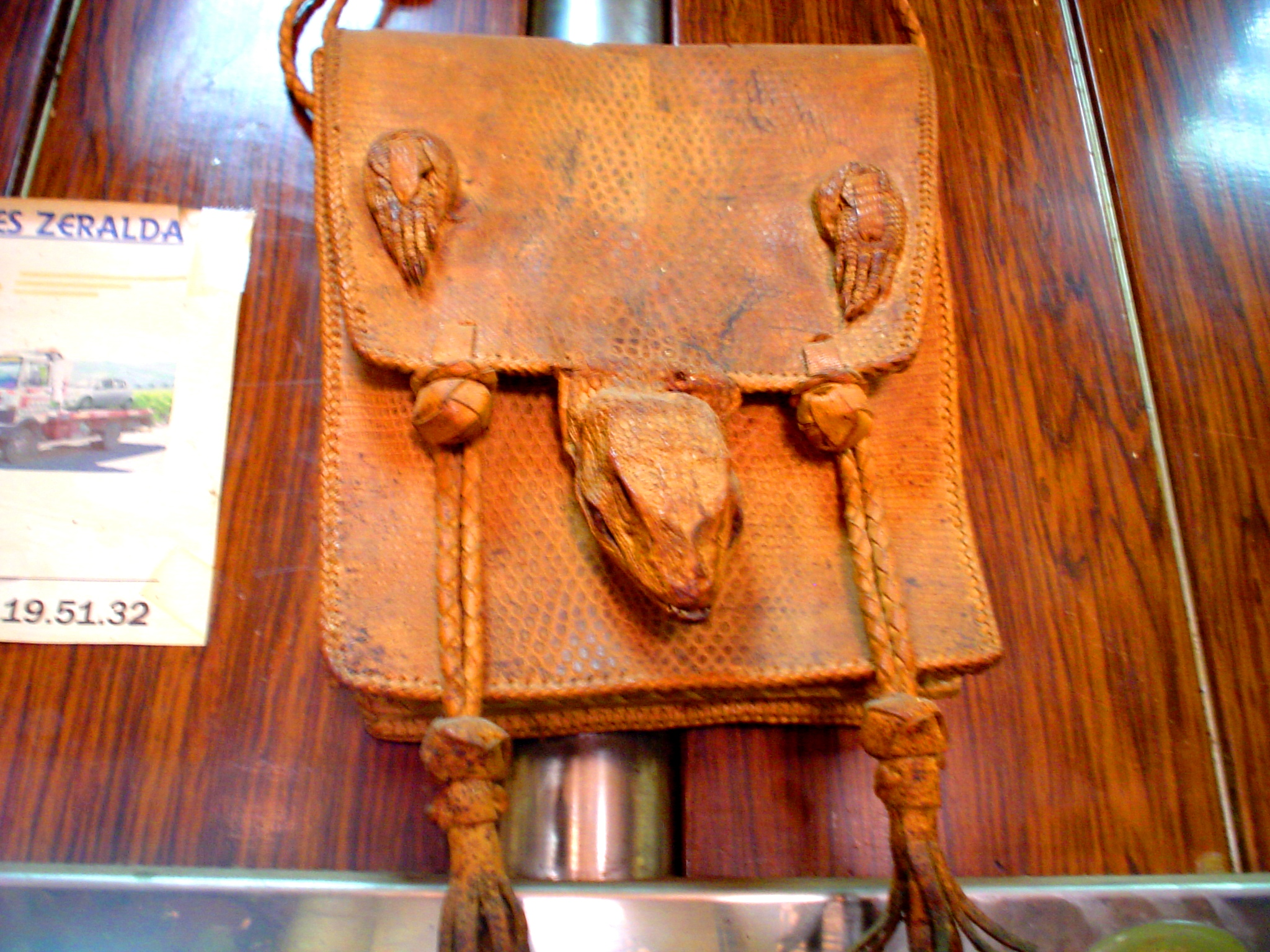
북아프리카 가방, 도마뱀아목 머리와 발이 달림
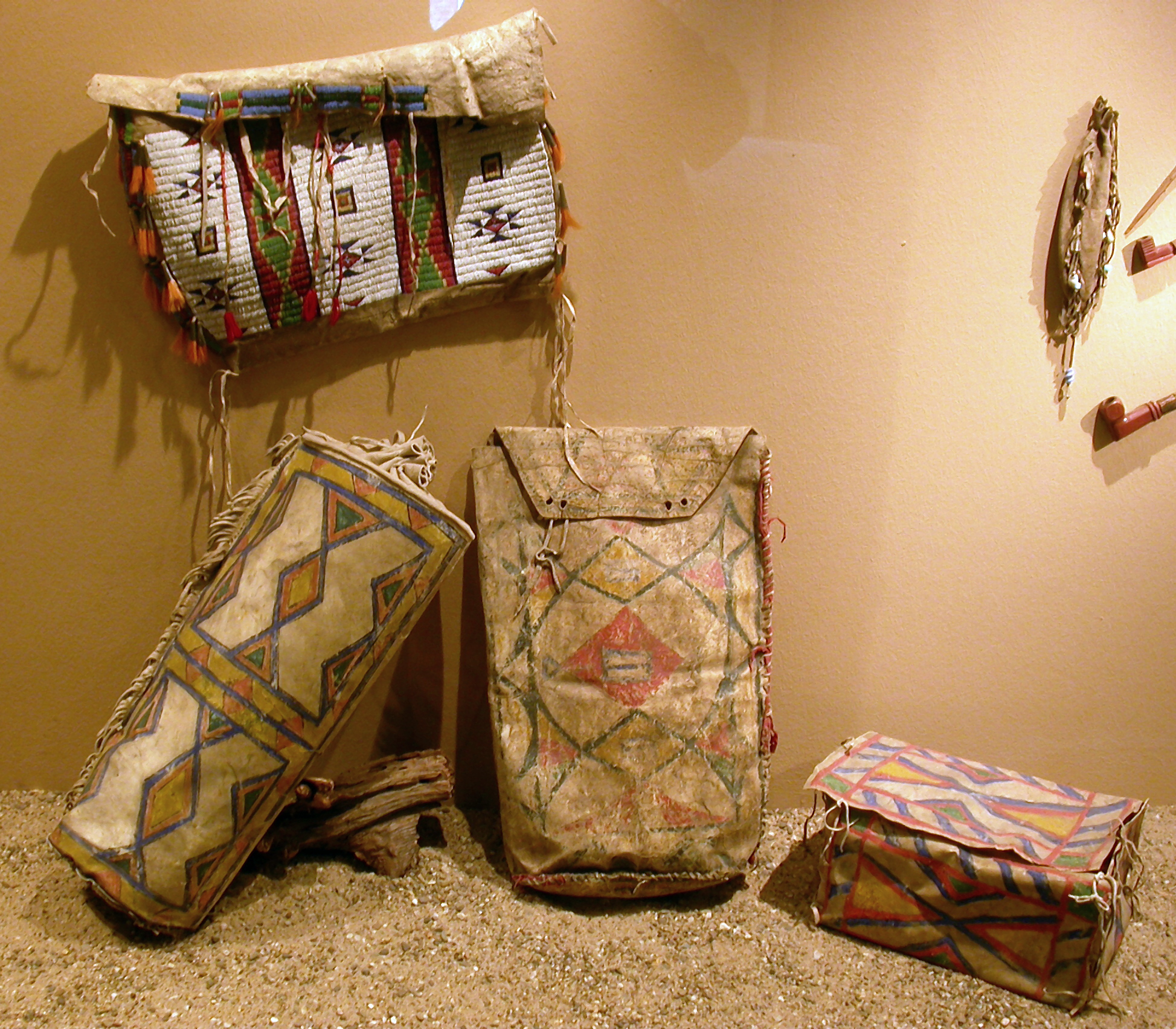
19세기 수 연맹의 가방과 주머니
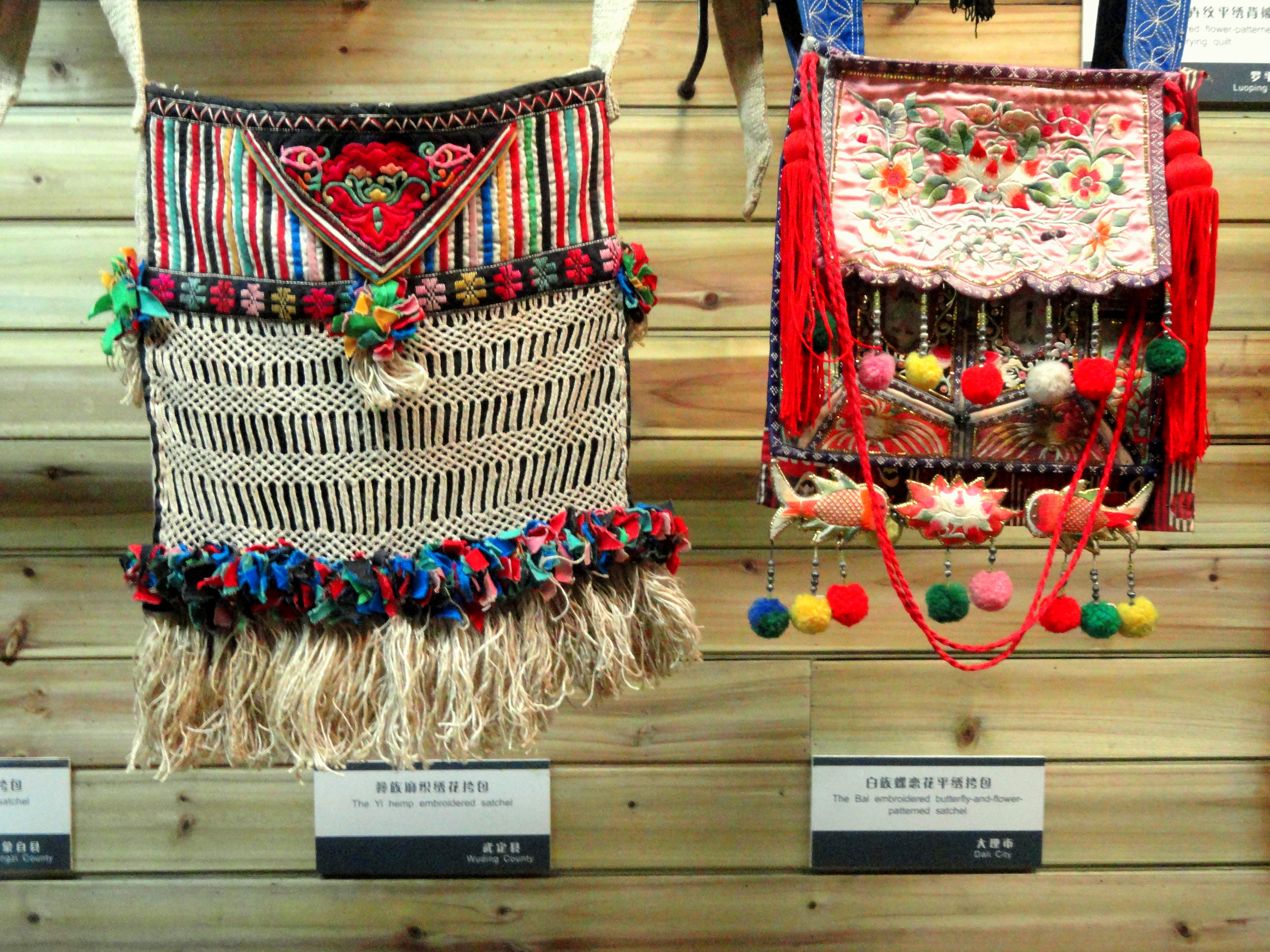
중국 윈난성 쿤밍의 윈난민족박물관에 전시된 가방들
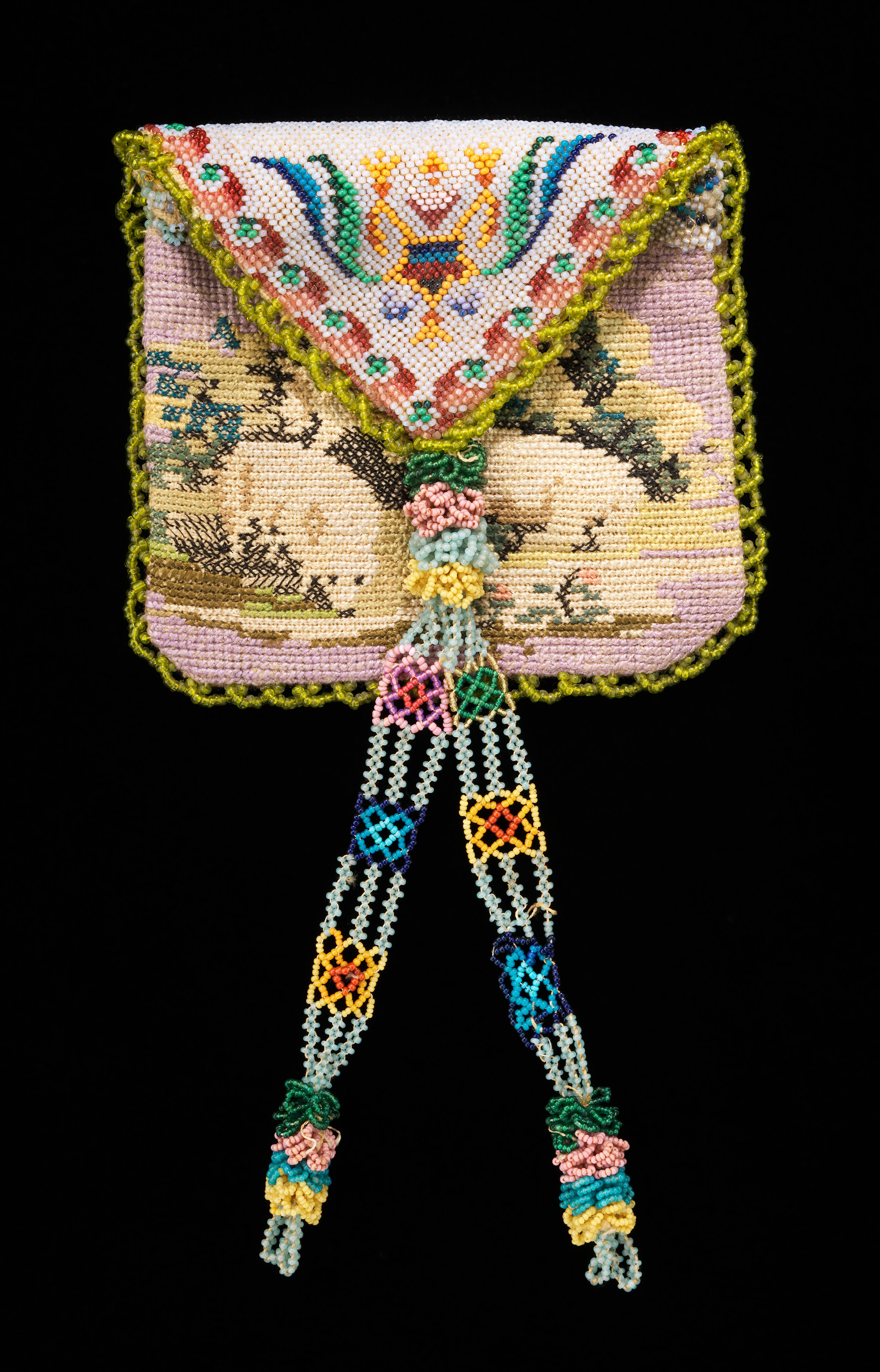
19세기 초 멕시코 핸드백으로, 전통적인 자수 기법으로 양과 왕관 문양이 새겨져 있으며 실크 안감이 있다.

### 현대적인 유형

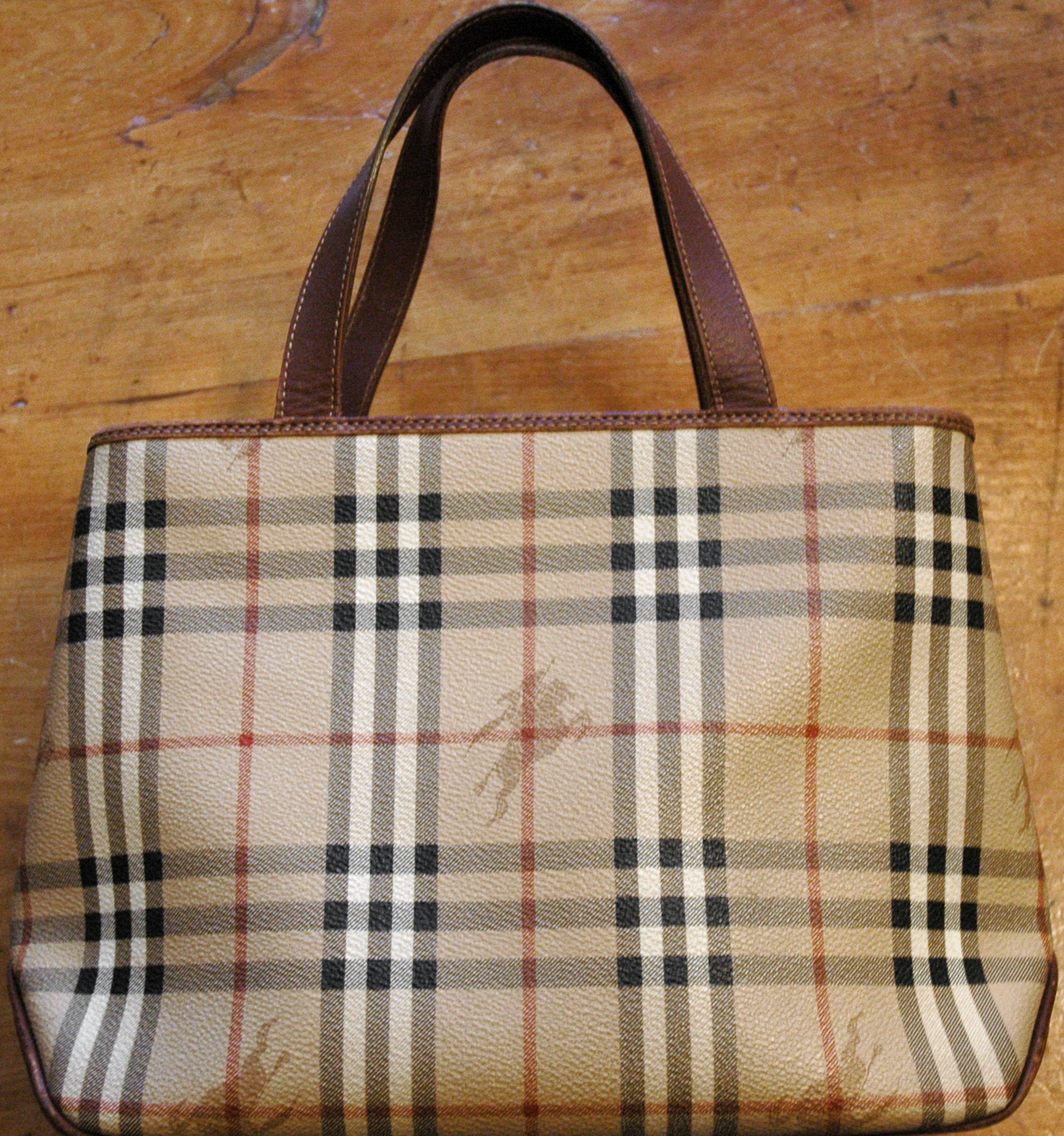
여성용 버버리 토트 (2005)
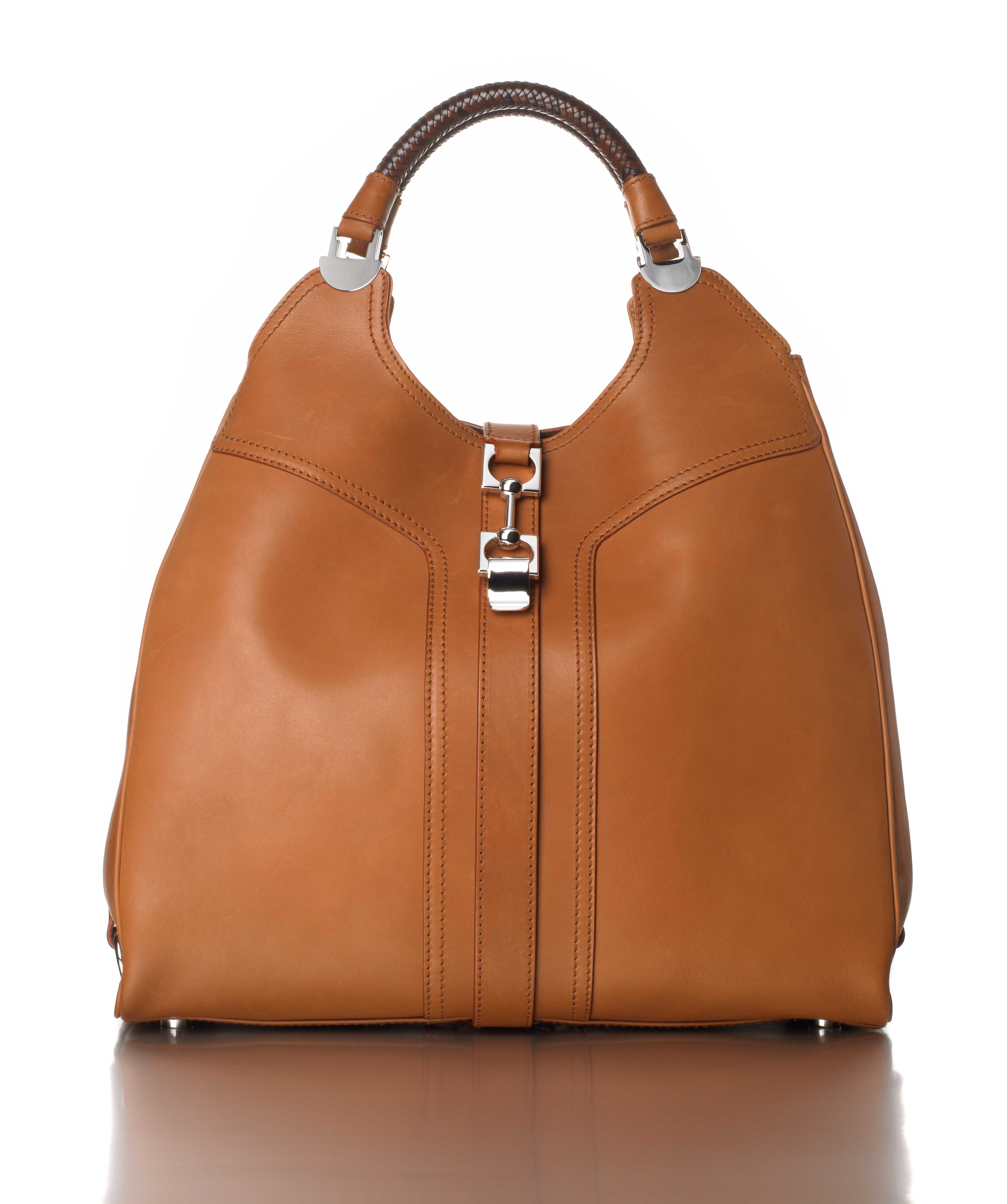
태너 크롤 에바 호보 백 (2006)
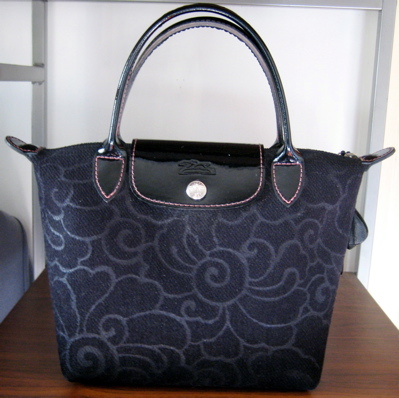
롱샴 토트백
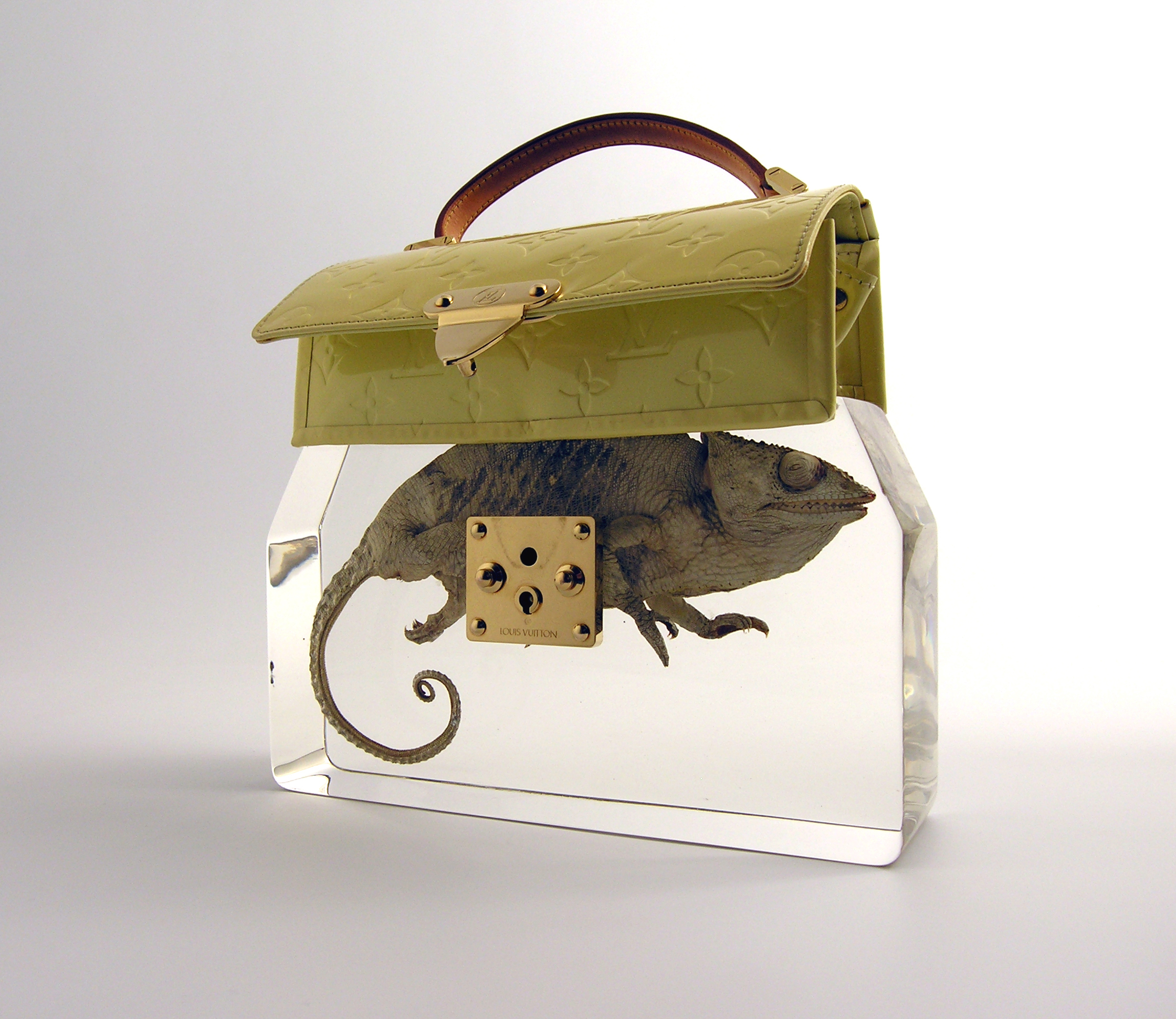
테드 노텐 탑 핸들 백 (2009)
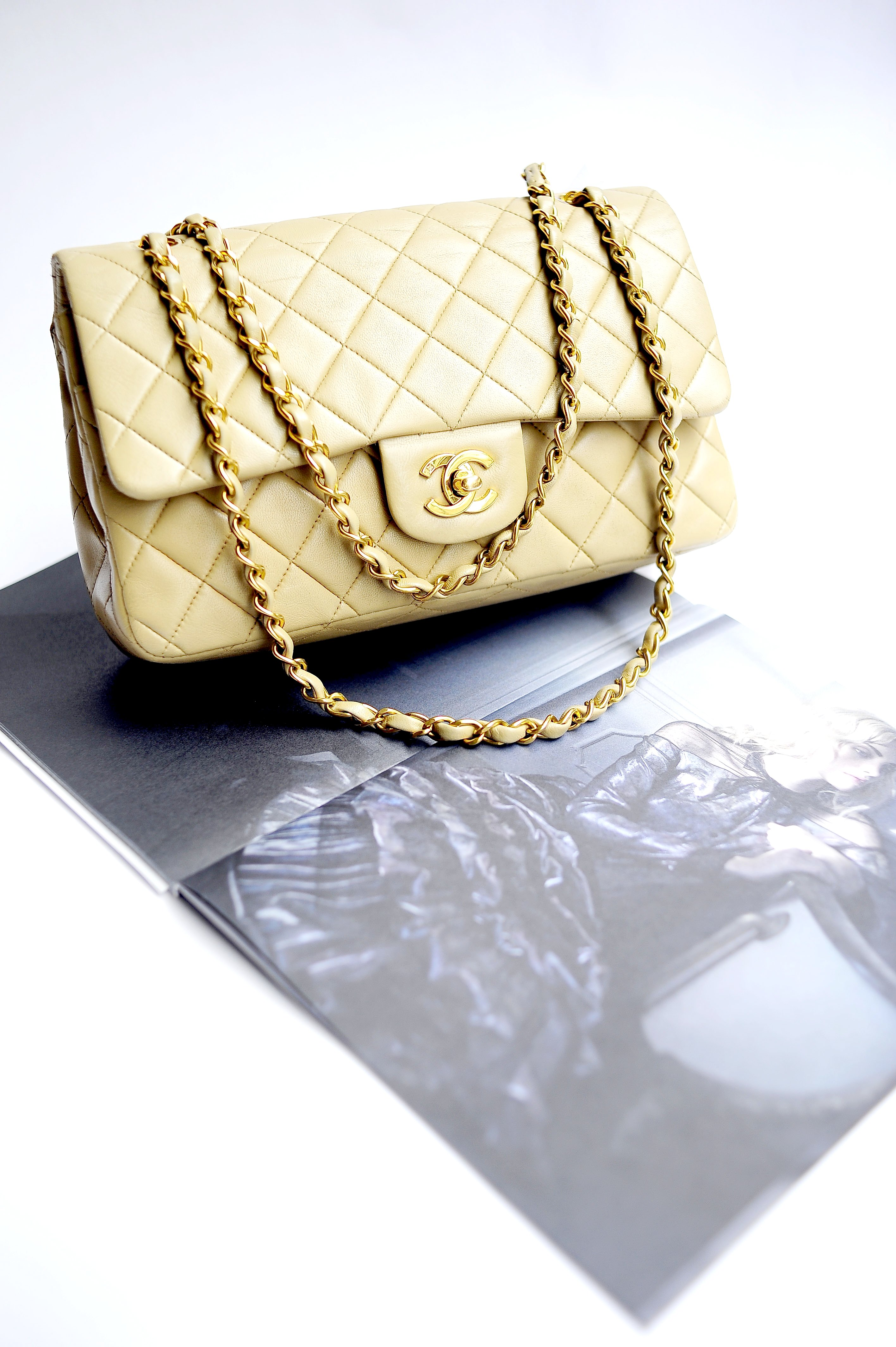
샤넬 2.55 사첼
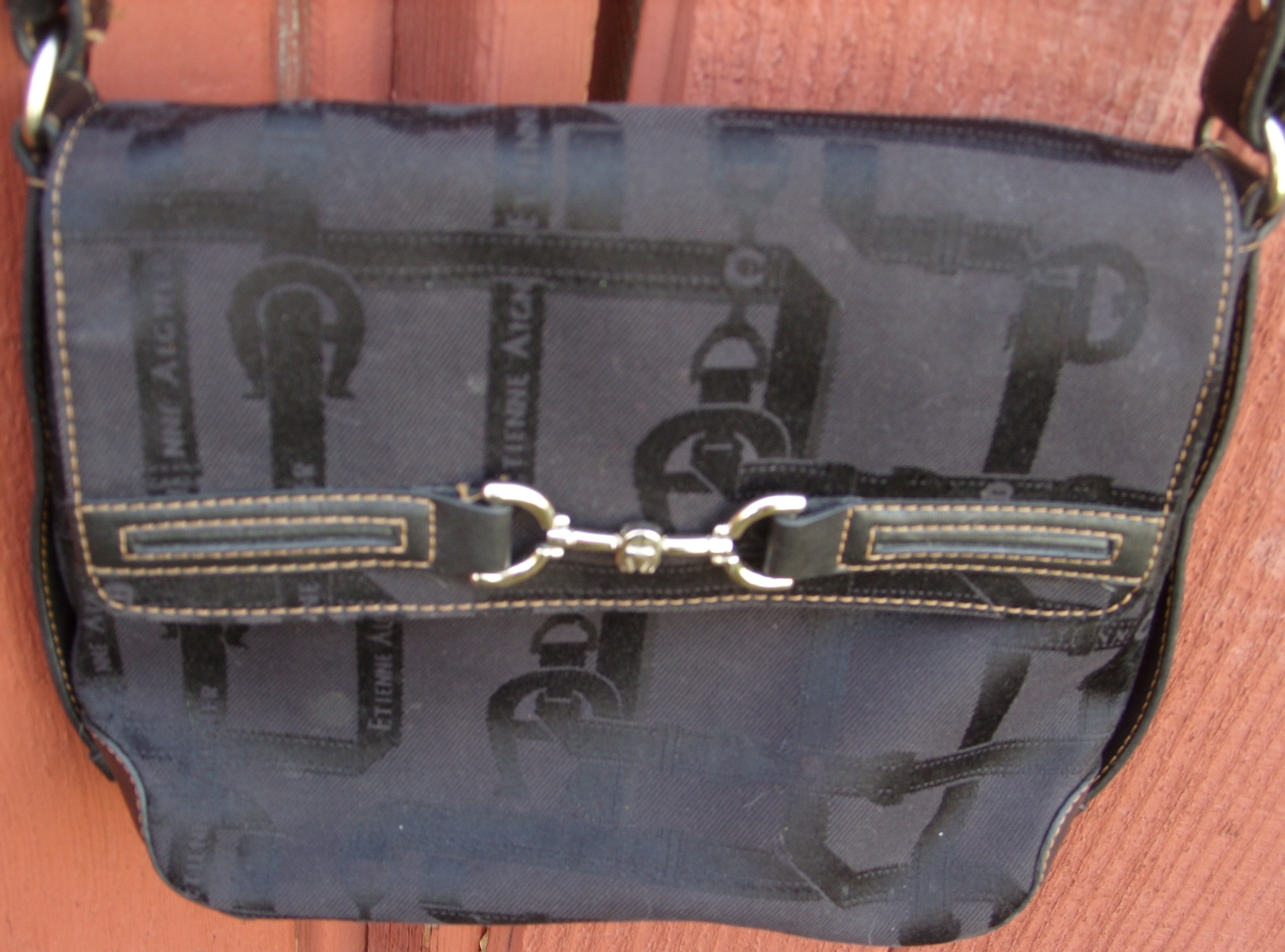
프랑스 디자이너 에티엔 아이그너의 사첼
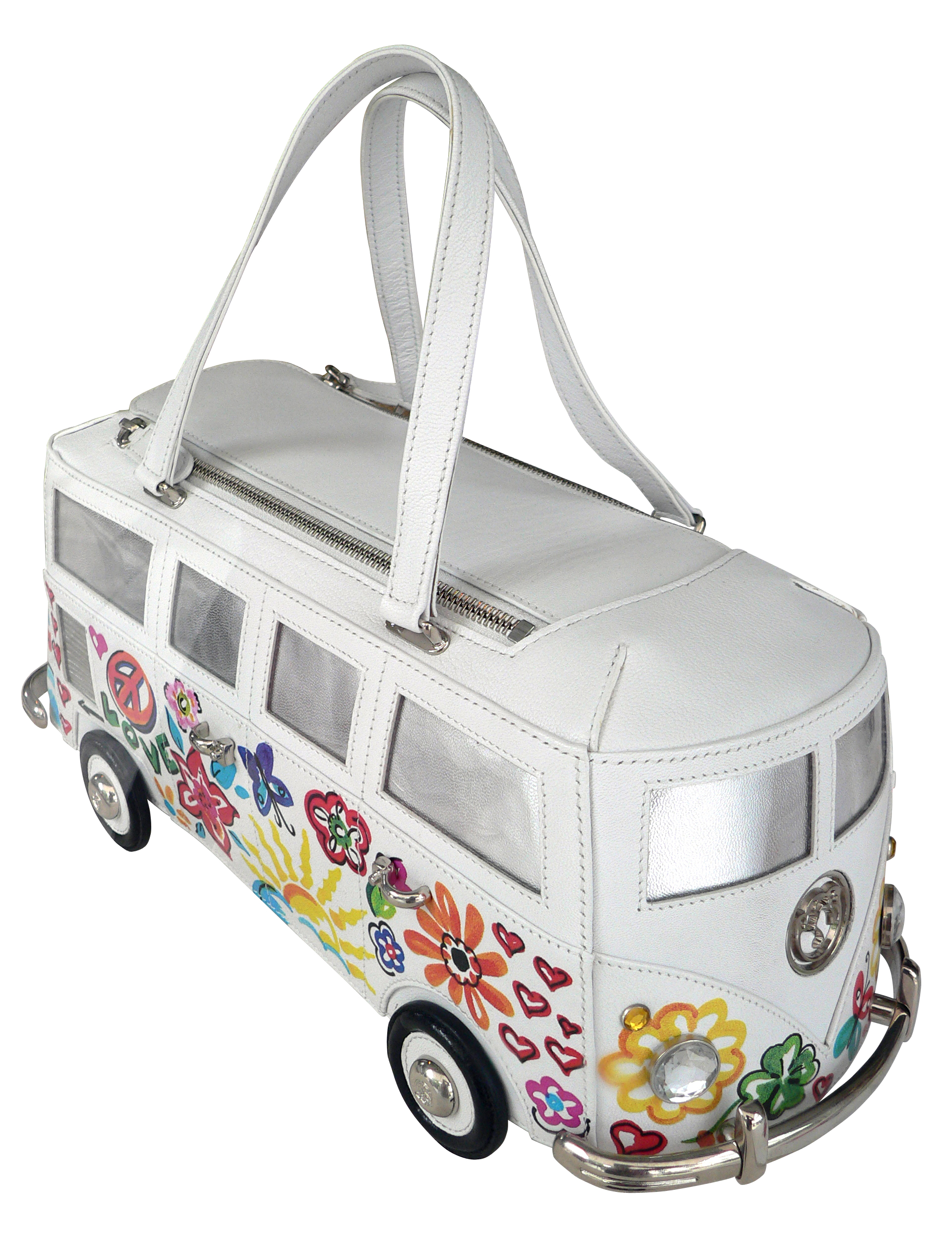
빈티지 폭스바겐 버스 모양의 토트 (2007)
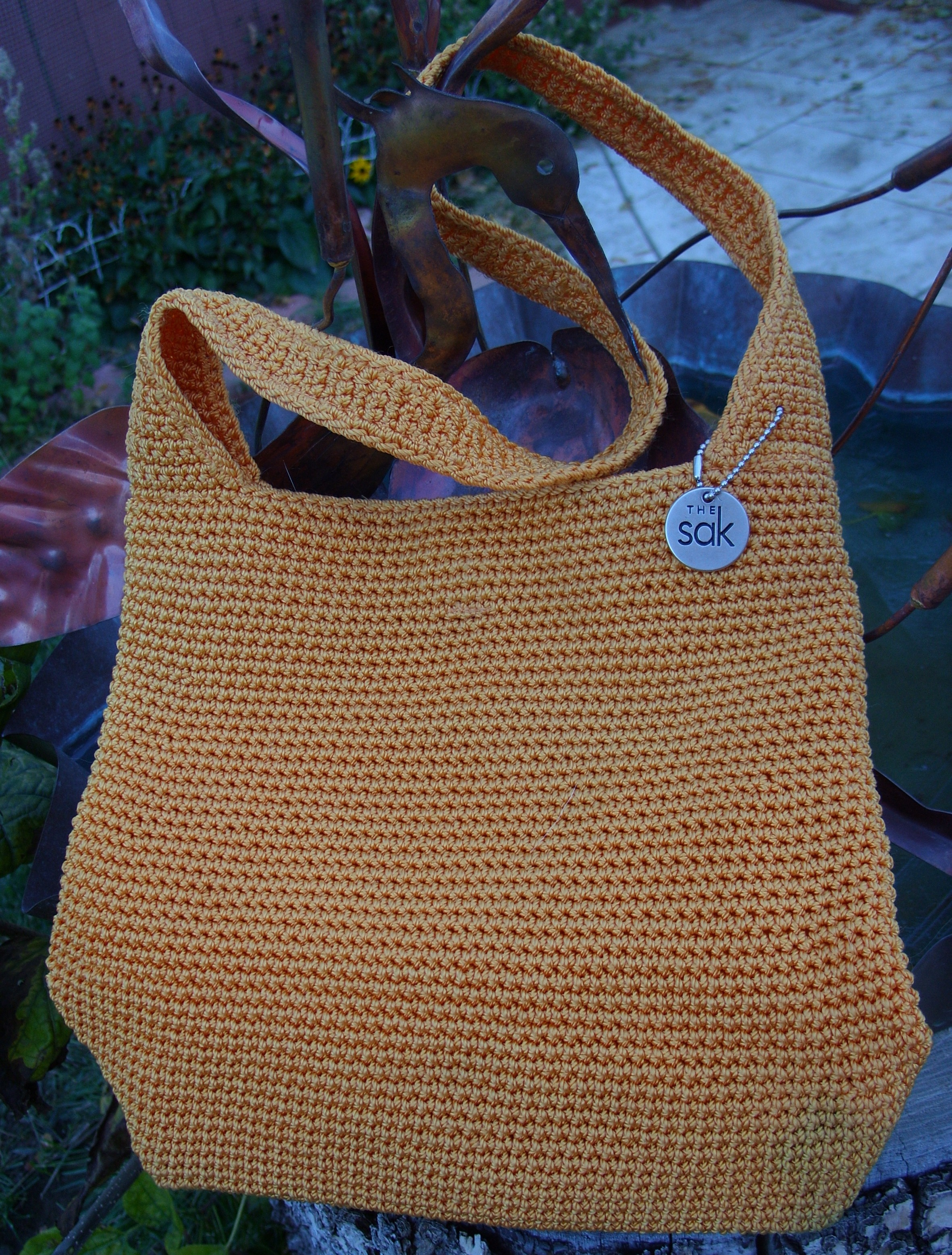
Sak.com의 뜨개질 버킷 스타일 핸드백
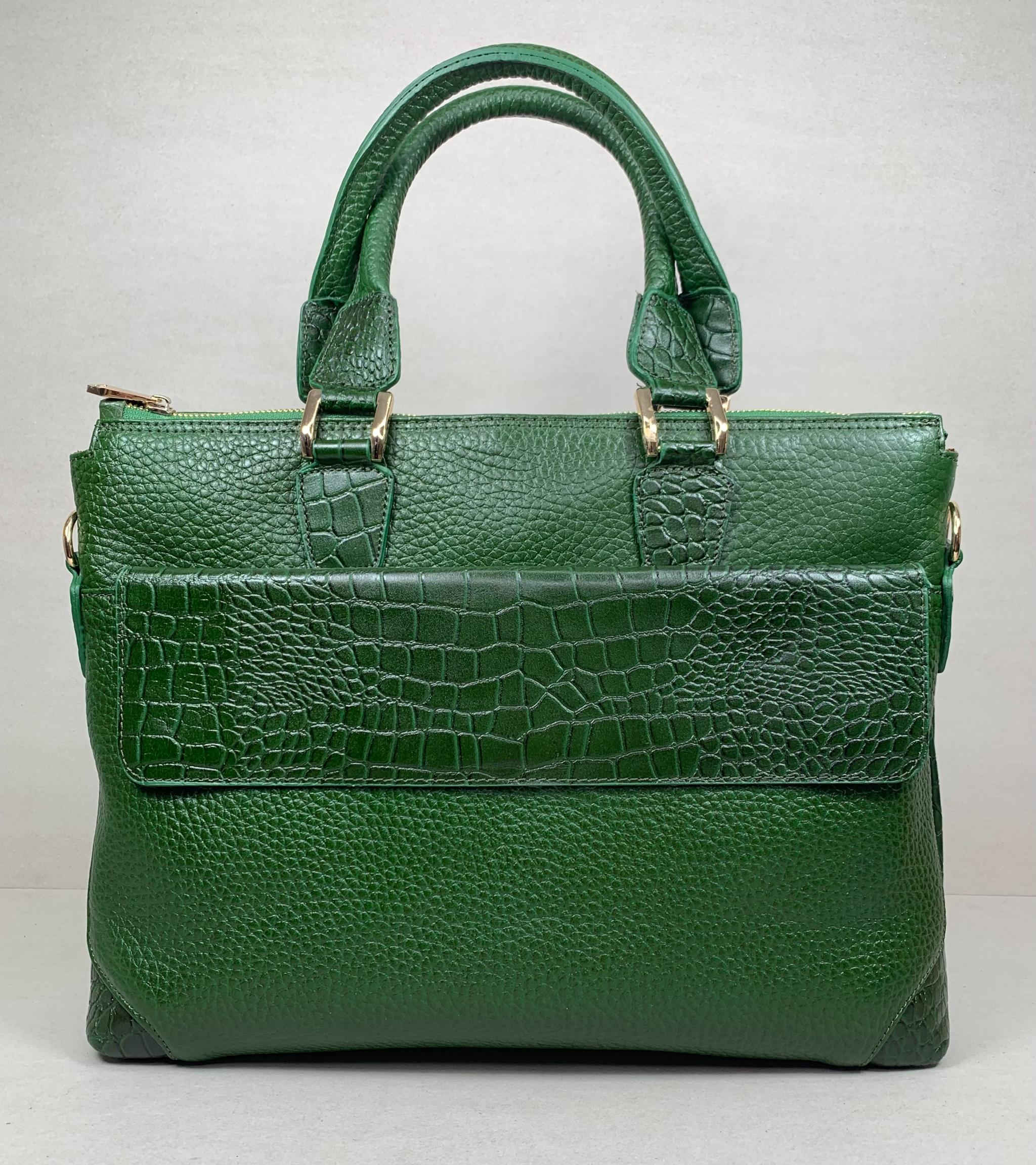
큰 핸드백

## 같이 보기
- 토트백